# Prima crociata
La prima crociata (1096-1099) fu la prima di una serie di spedizioni armate, chiamate crociate, che tentarono di conquistare Gerusalemme e la Terra santa, invocata da papa Urbano II nel corso di un'omelia tenuta durante il Concilio di Clermont nel 1095. Essa iniziò come un vasto pellegrinaggio armato della cristianità occidentale obbediente alla Chiesa di Roma per riconquistare la Terra santa, caduta sotto il controllo dei musulmani durante la prima espansione islamica avvenuta nel corso del califfato di ʿOmar ibn al-Khaṭṭāb (r. 634-644). 
La crociata terminò nel 1099 con la presa di Gerusalemme.
La formazione dell'idea di crociata era connessa allo sviluppo dei pellegrinaggi e della sua componente escatologica, ma si lega a precisi fattori geopolitici ed in particolare all'avanzata dei Selgiuchidi a danno dei Fatimidi in Palestina e dei Bizantini in Anatolia, tanto che l'imperatore bizantino Alessio I Comneno si rivolse al pontefice e ai governanti occidentali affinché lo aiutassero a respingere gli invasori turchi. Come risposta, Urbano II convocò il Concilio di Clermont e, il 25 novembre, dichiarò ufficialmente la crociata con l'obiettivo di conquistare Gerusalemme dopo 462 anni di dominio islamico.
La crociata ufficiale condotta da molti principi europei venne preceduta da una crociata popolare non ufficiale, in cui un certo numero di contadini, che avevano accolto con entusiasmo l'appello a liberare Gerusalemme di Pietro l'Eremita, ma che erano guidati dal conte Emich von Leiningen e da due devoti di cui si sa molto poco, Volkmar e Gottshalk, compirono in varie città tedesche e a Praga massacri tra la popolazione ebraica, in Renania specialmente, prima di arrivare in Anatolia (ma Emich tornò subito dopo nei suoi feudi), venendo pesantemente sgominati nel loro cammino dall'esercito ungherese di re Colomanno e, una volta giunti in Asia Minore, dai musulmani selgiuchidi sotto le mura di Nicea. 
Nel 1096, la crociata ufficiale, a cui parteciparono molti nobili cattolici europei come Raimondo di Tolosa, Goffredo di Buglione, Boemondo di Taranto, Baldovino delle Fiandre, Roberto di Normandia, Ugo di Vermandois, Stefano II di Blois, Roberto di Fiandra e Tancredi d'Altavilla, nonché abili comandanti come Guglielmo Embriaco, iniziò il viaggio verso il Vicino Oriente. Durante la spedizione, la nobiltà, i cavalieri, i contadini e i servi provenienti da molte regioni dell'Europa occidentale viaggiarono via terra e via mare, raggiungendo prima Costantinopoli e poi Gerusalemme. I crociati presero Nicea nel 1097 e conquistarono Antiochia l'anno successivo. I crociati fecero il loro arrivo a Gerusalemme e la misero sotto assedio, conquistandola nel luglio del 1099.
In seguito alle loro conquiste, i crociati fondarono gli stati crociati: il Regno di Gerusalemme, la Contea di Tripoli, il Principato di Antiochia e la Contea di Edessa. Ciò fu contrario al volere dei Bizantini dell'Oriente cristiano, che si aspettavano la restituzione delle terre strappate ai musulmani. Dopo la ripresa di Gerusalemme, la maggior parte dei crociati considerò concluso il proprio pellegrinaggio e fece ritorno a casa. Ciò lasciò i regni cristiani e greci vulnerabili dagli attacchi dei musulmani, che miravano a riconquistare quelle terre.

## Antefatti
L'origine delle Crociate, in generale, è ampiamente dibattuta tra gli storici. Le Crociate sono strettamente legate alla situazione politica e sociale dell'XI secolo, alla nascita di un movimento di riforma all'interno del Papato, al confronto politico e religioso dei regni cristiani con quelli islamici in Europa e in Vicino Oriente.

L'Islam, all'inizio dell'VIII secolo, si era diffuso nel Maghreb, in Egitto, nella Grande Siria, in Mesopotamia - conquistate nel VII secolo - e, all'inizio dell'VIII secolo, nella penisola iberica.
Il califfato omayyade fu sconfitto nella battaglia del Grande Zab da quello abbaside a metà dell'VIII secolo. Nell'800 il califfo abbaside Hārūn al-Rashīd aveva assegnato a Ibrahim ibn al-Aghlab l'Ifriqiya come Emirato militare ereditario e nell'827 le truppe aghlabidi, capitanate da Asad ibn al-Furat, erano sbarcate in Sicilia, sfidando sui mari, consapevolmente o no, la nascente potenza di Pisa, di Genova, di Venezia (queste tre Repubbliche Marinare decisero di fornire navi gratuite ai crociati, in cambio di basi commerciali in Terra santa) di Marsiglia e della Catalogna.
Poi dal 1071 i musulmani avevano iniziato una rapida conquista di Galilea, Libano, Siria e Anatolia, arrivando nuovamente alle porte di Costantinopoli.
Nell'Europa meridionale e sul mar Mediterraneo i regni Islamici contendevano quindi ai cristiani l'influenza politica e religiosa condizionando fortemente traffici e commerci.

## Situazione in Europa
Nell'XI secolo la reconquista della penisola iberica da parte dei regni cristiani ai danni di quelli musulmani, stava procedendo speditamente. Nello stesso periodo, cavalieri stranieri, provenienti soprattutto dalla Francia, si recavano in Spagna per aiutare i cristiani nelle loro battaglie. Poco prima della prima crociata, Papa Urbano II aveva incoraggiato i cristiani iberici a riconquistare Tarragona, usando gran parte della stessa simbologia e della stessa retorica che utilizzerà poco più tardi per predicare al popolo europeo la crociata.
Il cuore dell'Europa occidentale era stato stabilizzato dopo la cristianizzazione, avvenuta alla fine del X secolo, dei popoli sassoni, vichinghi e ungheresi. Tuttavia, la disgregazione dell'Impero carolingio aveva dato origine ad un'intera classe di guerrieri senza particolari occupazioni e spesso in combattimento tra di loro. La frequente violenza espressa dai cavalieri era stata regolarmente condannata dalla Chiesa, che in risposta aveva stabilito la pace e la tregua di Dio al fine di evitare battaglie in determinati giorni dell'anno. Allo stesso tempo, le riforme del papato erano entrate in conflitto con gli imperatori del Sacro Romano Impero dando luogo alla cosiddetta lotta per le investiture. Papi come Gregorio VII giustificavano i successivi scontri con i sostenitori dell'imperatore in termini teologici, In seguito divenne accettato che il papa potesse utilizzare, in nome della cristianità, cavalieri non solo contro i propri nemici politici, ma anche contro Al-Andalus o, teoricamente, contro la dinastia dei Selgiuchidi del Vicino Oriente.
Nell'Europa orientale vi era l'impero bizantino, composto da cristiani che seguivano un diverso rito: la Chiesa ortodossa orientale e la Chiesa cattolica si erano scisse sin dal 1054. Gli storici hanno sostenuto che il desiderio di imporre l'autorità della Chiesa cattolica ad oriente potrebbe essere stato uno degli obiettivi della crociata, anche se Urbano II non si riferì mai a tale scopo. A seguito della sconfitta bizantina nella battaglia di Manzicenkert del 1071, i turchi Selgiudichi avevano conquistato quasi tutta l'Anatolia. Tuttavia, i loro territori erano frammentati e guidati da signori da condottieri semi-indipendenti piuttosto che dal sultano. Alla vigilia del Concilio di Clermont la situazione di Bisanzio era tutt'altro che facile. Verso la metà del 1090, l'Impero bizantino confinava per larga parte con l'Europa balcanica e con la frangia nord-occidentale dell'Anatolia, trovandosi così di fronte ai nemici normanni ad occidente e a quelli turchi ad oriente. In risposta alla sconfitta di Manzicerta e alle successive perdite territoriali bizantine in Anatolia del 1074, papa Gregorio VII aveva esortato le militiae Christi ("soldati di Cristo") di recarsi ad aiutare Bisanzio. Questa richiesta venne ampiamente ignorata e persino contrastata. La ragione di ciò è che, nonostante la sconfitta a Manzicerta fosse stata scioccante, essa portava con sé un limitato significato e comportava grandi difficoltà per l'impero bizantino, almeno a breve termine.

## Situazione in Medio Oriente

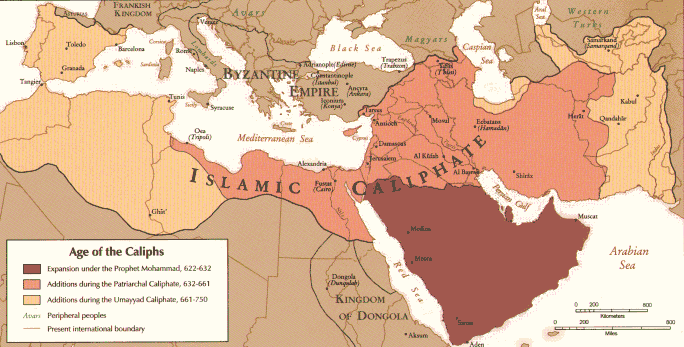
Califfato Omayyade nel momento della sua più grande estensione

Fino all'arrivo dei crociati, i Bizantini avevano continuamente combattuto contro i Selgiuchidi e altre dinastie turche per il controllo dell'Anatolia e della Siria. I Selgiuchidi, che erano musulmani ortodossi sunniti, avevano precedentemente governato il grande impero selgiuchide il quale, tuttavia, dopo la morte di Malik Shah I avvenuta nel 1092 e al tempo della prima crociata, era diviso in diversi stati più piccoli.
Malik-Shah era succeduto nel Sultanato di Rum di Qilij Arslan I e in Siria da suo fratello Tutush I, morto nel 1095. I figli di Tutush Ridwan ibn Tutush e Duqaq I ereditarono rispettivamente Aleppo e Damasco, dividendo ulteriormente la Siria tra gli emiri antagonisti, così come Kerbogha, l'atabeg di Mossul.
L'Egitto e gran parte della Palestina era sotto il controllo del califfato fatimide sciita, significativamente più piccolo di quello Selgiuchide. La guerra tra i Fatimidi e i Selgiuchidi causò gravi problemi ai cristiani locali e ai pellegrini occidentali. I Fatimidi, sotto la regola nominale di califfo al-Musta'li ma effettivamente controllati dal visir al-Afdal Shahanshah, avevano perso Gerusalemme a favore dei Selgiuchidi nel 1073 (anche se alcune fonti più antiche parlano del 1076); che riconquistarono nel 1098 dagli Artuqidi, una piccola tribù turca associata ai Selgiuchidi, poco prima dell'arrivo dei crociati.

## L'appello di Clermont

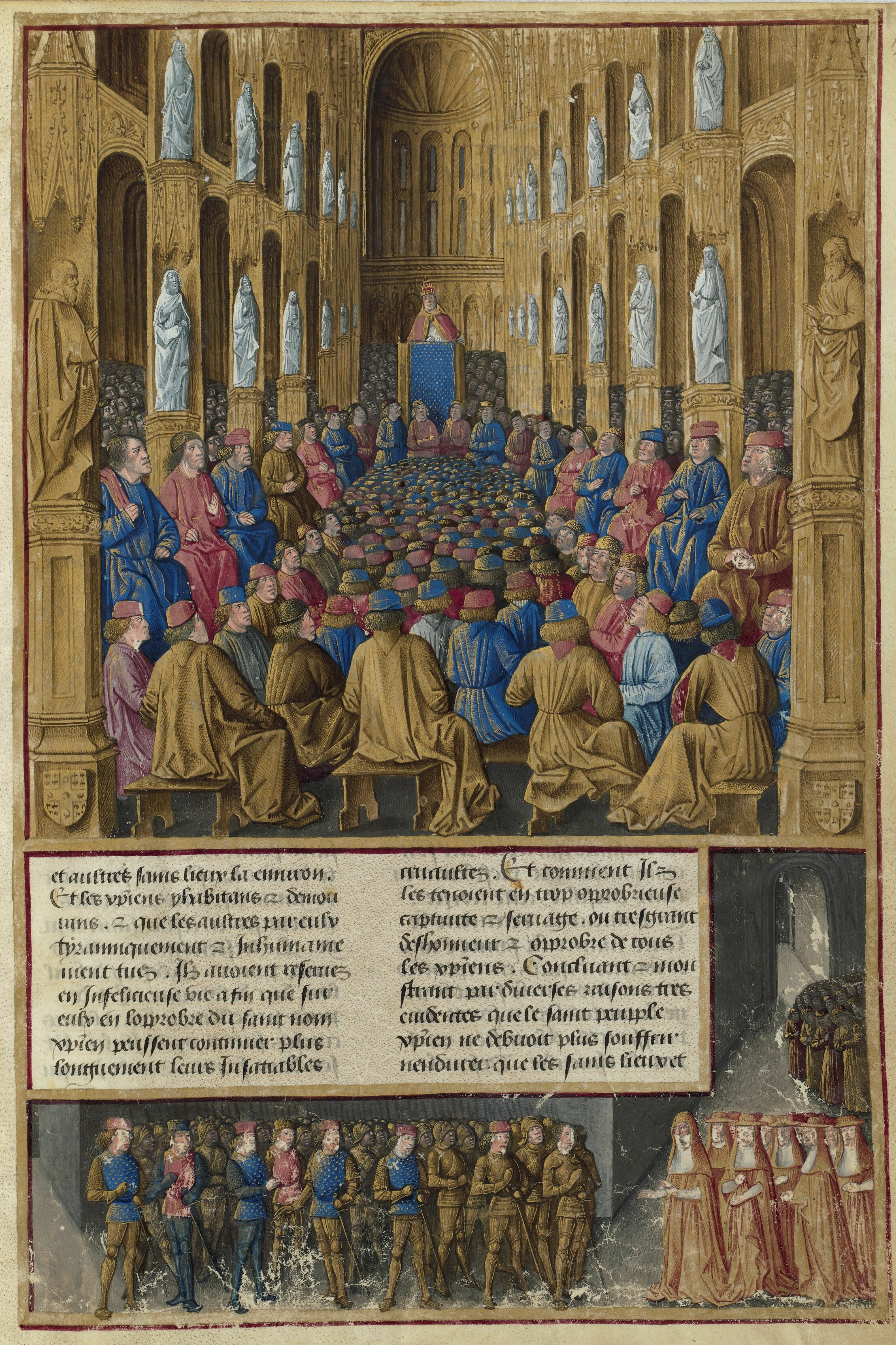
Papa Urbano II al Concilio di Clermont, miniatura dal Livre des Passages d'Outre-mer, 1490 circa (Biblioteca nazionale di Francia).

In questo contesto papa Urbano II, in occasione del concilio di Clermont del 1095, lanciò un appello per sollecitare la nobiltà francese ad accorrere in aiuto dell'Impero bizantino minacciato dai turchi Selgiuchidi. Più che agli interessi solidali con la controparte orientale, dovette pesare sulla decisione del Papa la volontà di normalizzare la vita della nobiltà europea dandole un nuovo obiettivo, dopo i duri scontri con il papato stesso durante la lotta per le investiture e le guerre feudali. La nobiltà si era infatti ampiamente compromessa appoggiando i nemici della riforma gregoriana e si stava impoverendo, almeno al livello dei piccoli feudi, per via della crescita delle autonomie cittadine comunali. Inoltre l'indivisibilità dei feudi tra gli eredi lasciava una larga fetta di nobili che potevano cercare fortuna solo nel mestiere delle armi o nella carriera ecclesiastica.
Con la spedizione i nobili avrebbero alleggerito l'Europa dalla propria presenza per certi versi scomoda, ed avrebbero potuto conseguire un buon soldo, e bottino, per rimettere in sesto l'economia.
All'epoca non si vedeva ancora come fine ultimo la riconquista di Gerusalemme e della Terrasanta. I luoghi sacri legati al cristianesimo erano in genere protetti dagli stessi musulmani e i pellegrinaggi consentiti (sebbene dietro pagamento di salvacondotti), anche se nel secolo precedente c'erano stati alcuni gravi episodi che avevano allarmato la Cristianità: nel 1009 l'imam/califfo fatimide al-Hakim aveva fatto distruggere la basilica del Santo Sepolcro e dopo il 1070 in Palestina si erano insediati i Selgiuchidi, convertitisi all'Islam, che oltre ad aver molestato e talora assaltato alcune carovane di pellegrini cristiani occidentali, costituivano pur sempre una potenziale minaccia per la stessa Costantinopoli.
In questo contesto la volontà del Papa tendeva ad una serie di obiettivi, non chiaramente definiti, che si potevano approssimativamente ricondurre all'appoggio all'Impero bizantino dopo la disastrosa sconfitta di Manzikert (1071) ad opera del Sultano selgiuchide Alp Arslan, alla ricucitura dello scisma fra cristianità greca e cristianità latina, e alla riconquista di Gerusalemme. Lo stesso Imperatore bizantino Alessio I Comneno aveva lanciato un'offerta di ingaggio di mercenari, a Piacenza, nella primavera del 1095, dove il Papa si trovava a un concilio che avrebbe preceduto di poco quello di Clermont. Il Papa forzò alquanto i termini, considerando l'ingaggio come una richiesta di aiuto, incanalandola in tutta la serie di obiettivi, per l'Europa occidentale e per il mondo orientale, elencati poco sopra.
La spedizione inoltre diventava sostitutiva di ogni altra penitenza in remissione dei peccati confessati, come avvenne in Spagna (Reconquista spagnola), e fu chiarito che chi fosse caduto in battaglia avrebbe guadagnato senz'altro il premio celeste.
Secondo alcuni storici quindi, l'intenzione dei civili senz'armi e dei soldati e cavalieri che li accompagnarono durante il viaggio della prima crociata (1096-1099) doveva essere eminentemente pia e usuale all'epoca: il pellegrinaggio a Gerusalemme. La croce rossa che i pellegrini portavano sul mantello stava a significare che erano pronti a versare il loro sangue per un pellegrinaggio di redenzione: era assicurata la remissione di tutti i peccati a coloro che sarebbero morti sulla strada per Gerusalemme. Fu però un "pellegrinaggio armato".
Il Papa, per realizzare l'impresa di riconquista della Siria-Palestina, tenne un discorso decisamente a tinte forti, elencando i crimini perpetrati ai danni dei cristiani dagli invasori musulmani. Roberto il Monaco così riporta il discorso di Urbano II:
(Roberto il Monaco, Historia Hierosolymitana)
Nella visione di Urbano II, i soldati non avrebbero dovuto fungere da scorta per i pellegrini, ma essere pellegrini essi stessi. Pertanto i privilegi e le ricompense spirituali che il pellegrinaggio al Santo Sepolcro garantiva furono accordati anche ai partecipanti alla spedizione. L'appello del papa venne raccolto da una serie di grandi feudatari europei, che tra 1095 e 1096 si apprestarono a partire con tutto il loro seguito. La notizia si sparse intanto con stupefacente rapidità e suscitò entusiasmi anche nei ceti più popolari, che il papa non solo non aveva previsto, ma che inizialmente non dovette nemmeno gradire. Il Papa cercò infatti di dissuadere con ogni mezzo i chierici, le donne, i monaci, i poveri e gli ammalati dal mettersi in viaggio. Ma l'attrazione esercitata da Gerusalemme fu tale che egli non riuscì a impedire che partissero anche laici inermi. Si trattò soprattutto di gente che ascoltava i sermoni di alcuni zelanti predicatori, e anche di fanatici, di cui non si conosce bene il messaggio.

### Reclutamento

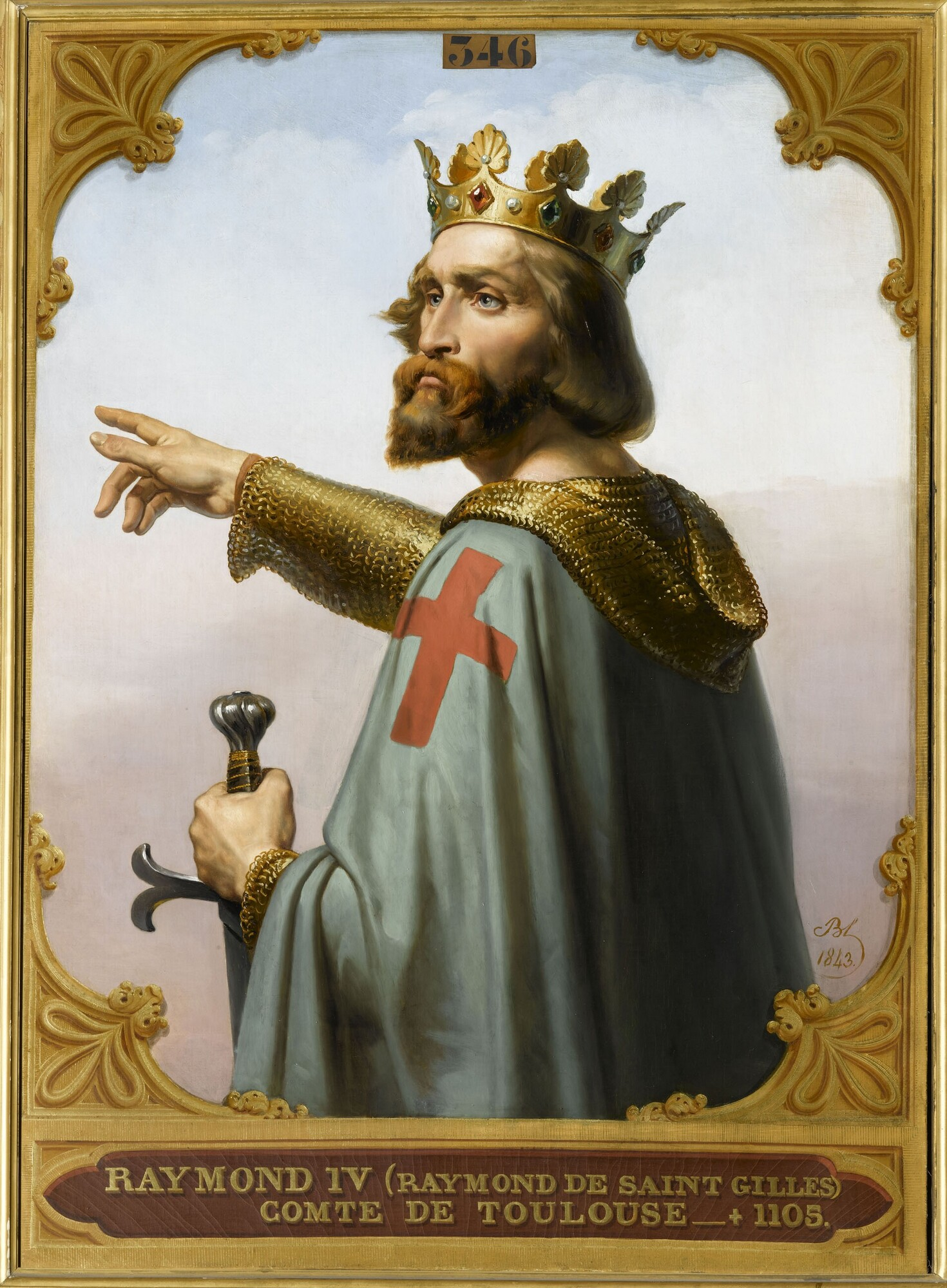
Raimondo IV di Tolosa in una raffigurazione del 1840 ad opera di Merry-Joseph Blondel.

Il discorso di Urbano fu ben pianificato: egli prima persuase alla crociata Ademaro di Monteil e Raimondo IV di Tolosa, aggiudicando così il sostegno alla spedizione di due dei più grandi condottieri della Francia meridionale. Ademaro stesso fu presente al Concilio e fu il primo a «prendere la croce». Durante tutto il resto del 1095 e del 1096, Urbano fece diffondere il messaggio in tutta la Francia ed esortò i suoi vescovi e legati a predicare nelle proprie diocesi anche in Germania e in Italia. La risposta delle masse all'invocazione del Papa fu molto più entusiastica di quanto potesse pensare egli stesso. Nel suo viaggiare per la Francia, Urbano cercò di proibire ad alcune persone (come le donne, i monaci e gli ammalati) di aderire alla crociata, ma spesso non vi riuscì. Alla fine, la maggior parte di chi prese la croce non furono cavalieri, ma contadini non certamente ricchi e senza grandi abilità di combattimento, una massa di persone persuase da emotività e devozione religiosa non facilmente sfruttabile dagli ecclesiastici e dall'aristocrazia laica. In genere, il reclutamento implicava che ogni volontario si impegnasse a fare voto di compiere un pellegrinaggio alla Chiesa del Santo Sepolcro. Ai crociati venne donata anche una croce, che solitamente veniva cucita sui loro vestiti.
"Che papa Urbano II, la magna comitissa Matilde di Canossa marchesa/duchessa di Toscana' e una colonna di pellegrini armati franco-normanna scegliessero proprio Lucca per incontrarsi nell'autunno del 1096, è, si può dire, storicamente certo e significativo senza dubbio nella storia della città di Lucca e anche in quella delle crociate ".
Come scrive lo storico Thomas Asbridge, «come non possiamo fare altro che stimare il numero delle migliaia di persone che risposero all'ideale crociato, così possiamo ottenere solo una visione limitata della loro motivazione e delle loro ambizioni». Alcune generazioni di storici precedenti ad Asbridge hanno sostenuto che i crociati fossero motivati dall'avidità e dalla speranza di poter trovare una vita migliore lontana dalle fame e dalla guerra che caratterizzava la loro esistenza in Francia, ma come Asbridge osserva: «Questa immagine è... profondamente fuorviante». Egli sostiene che l'avidità fosse probabilmente un fattore importante per via degli alti costi che dovevano affrontare nel lungo viaggio, per gli alti rischi e perché quasi tutti i crociati fecero ritorno nelle proprie case una volta terminato il loro pellegrinaggio piuttosto che dotarsi di possedimenti in Terra santa. È difficile o impossibile valutare quali fossero stati i motivi precisi delle migliaia di poveri che parteciparono alla crociata, per i quali non esistono alcune fonti storiche, o addirittura quelli di importanti cavalieri, le cui storie sono state solitamente riscritte da monaci o chierici probabilmente senza troppa obiettività. Poiché il mondo medievale secolare fu così profondamente radicato nel mondo spirituale della chiesa è abbastanza probabile che la religiosità sia stato un fattore importante per molti crociati.

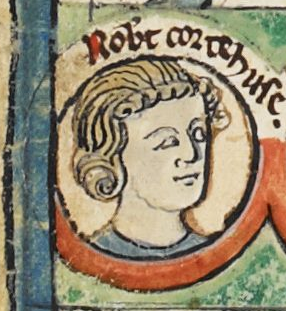
Roberto II di Normandia.

Nonostante questo entusiasmo popolare, Urbano assicurò che ci sarebbe stato comunque un esercito di cavalieri, provenienti in gran parte dall'aristocrazia europea. I condottieri crociati furono quindi rappresentativi della Francia settentrionale e meridionale, delle Fiandre, della Germania e dell'Italia meridionale; divisi così in quattro gruppi distinti non si dimostrarono sempre cooperativi tra di loro, sebbene mantenessero l'obiettivo comune finale.
Comunque sia, le motivazioni della nobiltà appaiono un po' più chiare rispetto a quelli dei poveri. Anche per loro, l'avidità non fu apparentemente un fattore importante. Comunemente si presuppone che solo i rami cadetti di una famiglia aderirono alla crociata in cerca di ricchezza e di avventure, in quanto l'eredità famigliare andava al primogenito e così erano privi di possibilità in patria. Lo storico Riley-Smith tuttavia ha dimostrato che non sempre fu così in quanto la crociata venne guidata da alcuni dei nobili più potenti della Francia, che lasciarono tutti i loro possedimenti dietro di sé, e spesso intere famiglie parteciparono alla crociata impegnando i loro averi per affrontare il viaggio. Per esempio, Roberto II di Normandia dette in pegno il Ducato di Normandia a suo fratello Guglielmo II d'Inghilterra e Goffredo vendette le sue proprietà alla chiesa. Secondo il biografo di Tancredi, egli era preoccupato per la natura peccaminosa della guerra tra cavalieri e quindi fu felice di aver trovato uno sbocco per le frequenti violenze che flagellavano l'Europa occidentale. Tancredi e Boemondo, così come Goffredo, Baldovino ed Eustachio III di Boulogne, sono esempi di famiglie che si sono recate alle crociate insieme. Riley-Smith afferma che l'entusiasmo per la crociata fosse basato su relazioni familiari, in quanto la maggior parte dei crociati francesi erano parenti, anche se lontani. Tuttavia, in alcuni casi, il tentativo di migliorare la propria posizione sociale ha svolto un ruolo nella scelta dei crociati. Per esempio, Boemondo desiderava possedere un territorio a est e precedentemente aveva lanciato una campagna contro i Bizantini per cercare di raggiungere questo obiettivo. La Crociata gli conferì un'ulteriore opportunità, che riuscì a cogliere dopo l'assedio di Antiochia, occupando la città e fondando il Principato di Antiochia.

## La crociata dei poveri

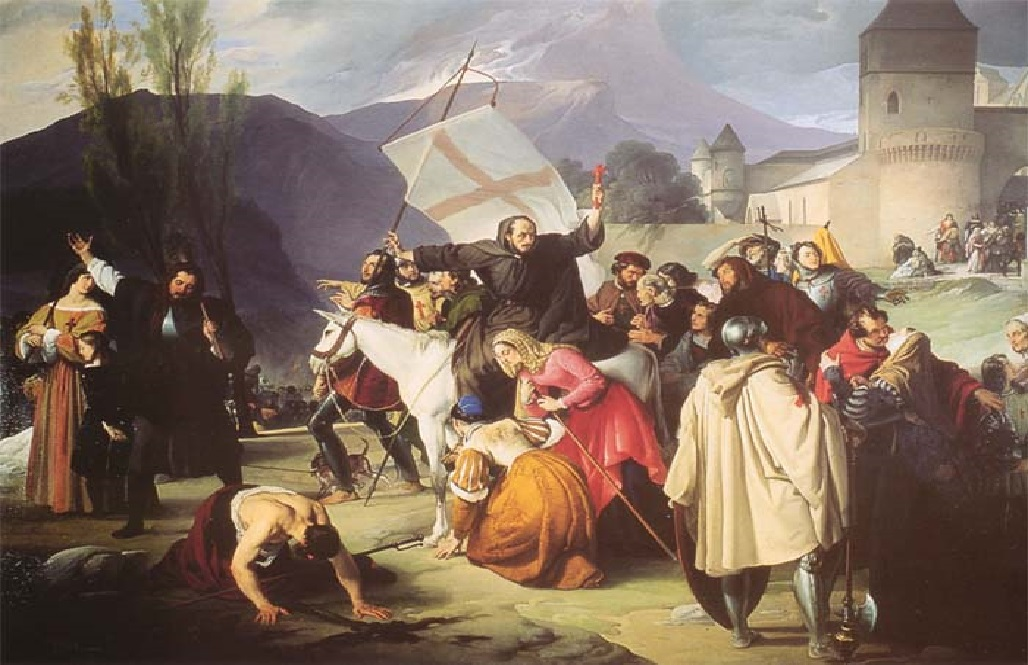
Francesco Hayez, Pietro l'Eremita predica la crociata, 1828.

La grande nobiltà francese e i loro eserciti composti da professionisti e cavalieri non furono, tuttavia, i primi ad intraprendere il viaggio verso Gerusalemme. Urbano aveva previsto la partenza della crociata per il 15 agosto 1096, la festa dell'assunzione, ma già da qualche mese alcuni eserciti improvvisati di contadini e appartenenti alla piccola nobiltà si misero in viaggio da soli, guidati da un carismatico sacerdote cristiano di nome Pietro l'Eremita (Pietro d'Amiens) che, per il fatto di girare coperto di stracci e in sella a un umile asino, s'era guadagnato la fama di "eremita". Egli aveva percorso le terre centrali del Berry, il territorio di Orléans e di Chartres, la Normandia, il territorio di Beauvais, la Piccardia, la Champagne, la valle della Mosella e infine la Renania. Era una persona non inquadrata nel sistema ecclesiastico, ma dotata di grande carisma trascinatore ed esercitava un'influenza enorme sulla folla, tanto da far nascere tra i suoi seguaci un entusiasmo quasi isterico, nonostante probabilmente non fosse nemmeno uno dei predicatori "ufficiali" nominati dal Papa a Clermont.
Un secolo dopo Pietro era già una figura leggendaria: Guglielmo di Tiro riteneva che fosse stato Pietro ad instillare nel Papa l'idea della crociata, una teoria che venne presa per vera dagli storici fino al XIX secolo. Generalmente si ritiene che i seguaci di Pietro furono un grande gruppo di contadini, poveri, preti, monaci, donne, qualche soldato, ma pochissimi signori, non addestrati alla guerra e spesso analfabeti, che nemmeno avevano ben chiaro di dove fosse in realtà Gerusalemme, tuttavia tra di essi vi furono anche alcuni cavalieri, tra cui Gautier Sans-Avoir (spesso chiamato Gualtieri Senza Averi), tenente di Pietro e guida di un esercito separato.
La totale mancanza di disciplina militare e il disorientamento dovuto agli inusuali paesaggi dell'Europa dell'est che stavano attraversando, causarono all'esercito di Pietro diversi problemi, nonostante si trovassero ancora in territorio cristiano. Gualtieri, giunto in Ungheria (di recentissima cristianizzazione), ricevette il permesso di transito da re Colomanno, entrando in conflitto tuttavia con la locale popolazione a Semlin, nel tentativo di procurarsi del cibo, ultima piazzaforte ungherese prima di entrare nel territorio imperiale bizantino. A parte questo, Gualtieri fece il suo arrivo a Costantinopoli il 20 luglio sotto stringente scorta dei Peceneghi (che fungevano da polizia militare bizantina) senza ulteriori problemi dopo aver attraversato Sofia, Filippopoli e Adrianopoli.

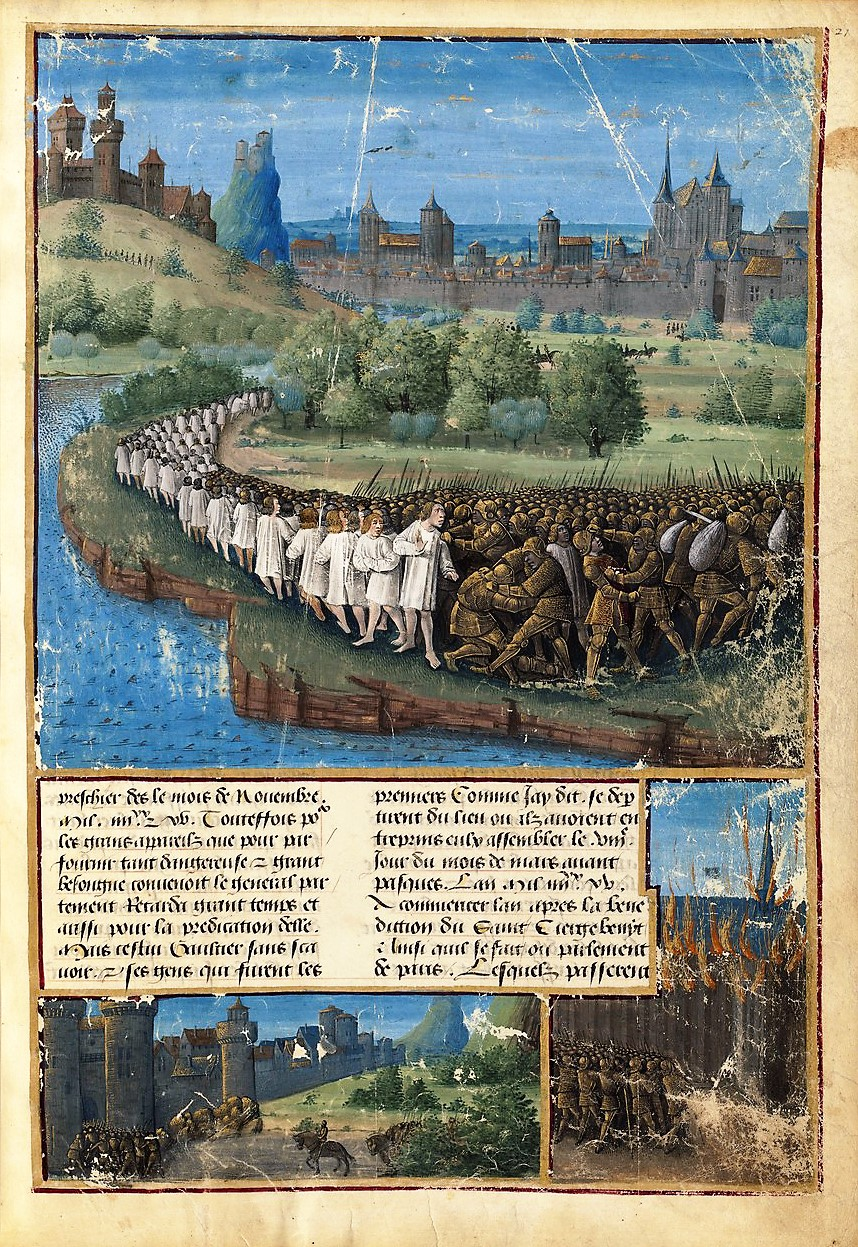
Illustrazione di Jean Colombe tratto da Livre des Passages d'Outre-mer di Sébastien Mamerot, che mostra la sconfitta della crociata dei poveri.

Le truppe di Pietro l'Eremita raggiunsero a loro volta Semlin, presero d'assalto la città e vi massacrarono 4 000 correligionari ungheresi, secondo una testimonianza a causa delle vesti appartenenti a pellegrini al seguito di Gualtieri e che erano stati uccisi mentre s'abbandonavano a razzie e violenze varie. Fu evidente infatti, in entrambe queste schiere, la totale inadeguatezza dell'apparato logistico predisposto: la mancanza di vettovagliamenti portò pertanto gli uomini di Gualtieri e di Pietro a razziare, armi in pugno, quelle contrade, ottenendone un reazione logica e non meno violenta. Per buona misura, gli uomini di Pietro investirono e saccheggiarono anche Belgrado, abbandonata dai suoi abitanti che trovarono rifugio in territorio bizantino, sull'altra sponda della Sava. Quando il 18 agosto giunse a Niš, il governatore bizantino cercò di fornirgli di che sfamarsi, ma Pietro non riuscì a tenere a freno, cercando di attaccare la città suscitando la reazione delle truppe bizantine. Pietro giunse a Costantinopoli nel mese di agosto, dove il suo esercito si unì a quello di Gualtiero che era già sul posto, nonché con altri gruppi separati di crociati provenienti da Francia, Germania e Italia. Un altro esercito di boemi e sassoni non riuscì ad attraversare l'Ungheria prima di disperdersi.
Questa folla incontrollata si presentò infine davanti a Costantinopoli il 1º agosto 1096, quindici giorni prima della data fissata per la partenza del legato pontificio da Le Puy. Nella capitale bizantina, l'imperatore Alessio I Comneno consigliò loro dapprima di aspettare la seconda ondata di crociata, quella "ufficiale", ma di fronte ai loro eccessi, li fece traghettare il prima possibile oltre il Bosforo, cosa che avvenne il 6 agosto. Dopo aver attraversato l'Asia Minore, i crociati si divisero e cominciarono a saccheggiare i villaggi, vagando nel territorio dei Selgiuchidi nei pressi di Nicea. Una volta che dovettero scontrarsi con i Turchi, ben più equipaggiati e addestrati, il risultato per i cristiani si risolse in un massacro. Un gruppo di italiani e tedeschi, condotto da un nobile italiano di nome Rinaldo, riuscì a impadronirsi del castello di Xerigordon verso la fine di agosto. Poco più di un mesi dopo, in ottobre, l'esercito di Gualtiero e Pietro che sebbene fosse anch'esso in difetto di addestramento ma che poteva contare sulla presenza di 50 cavalieri, impegnò i turchi in una battaglia presso Civetot. Anche questa occasione si concluse con una pesante sconfitta per i cristiani: gli arcieri turchi distrussero l'esercito crociato uccidendo, tra gli altri, Gualtieri, il conte di Ugo di Tubinga e Gautiero di Teck. Su 25 000 uomini, solo 3 000 riuscirono a ripiegare su Costantinopoli dove, insieme a Pietro, si unirono successivamente all'esercito crociato principale che nel frattempo era giunto a destinazione.

### Attacchi agli ebrei della Renania

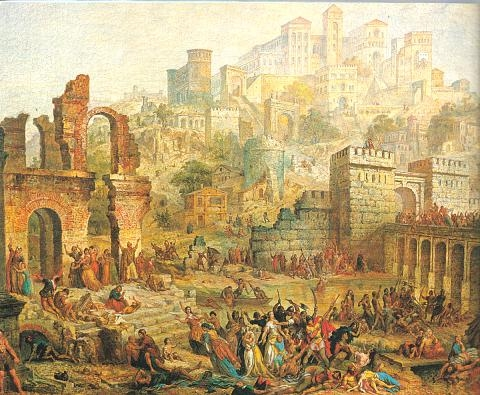
Il massacro degli ebrei di Metz durante la Prima Crociata, di Auguste Migette

La predicazione della Prima Crociata dette il via ad un'ondata di violenza contro gli ebrei così grave che alcuni storici l'hanno definita «il primo Olocausto». Tra la fine del 1095 e l'inizio del 1096, alcuni mesi prima della partenza della crociata ufficiale, si verificarono svariati attacchi alle comunità ebraiche della Francia e della Germania. Nel maggio 1096, Emicho von Leiningen attaccò gli ebrei a Spira e Worms. Alla fine di maggio, sedicenti crociati provenienti dalla Svevia, guidati da Hartmann di Dillingen, insieme a volontari francesi, inglesi, lorenesi e fiamminghi, guidati da Drogo di Nesle, Clarambaldo di Vendeuil, Tommaso di La Fère e Guglielmo visconte di Melun, detto Guglielmo il Carpentiere, si unirono a Emicho nel massacro della comunità ebraica di Magonza. A Magonza, una donna ebrea uccise i suoi figli piuttosto che vederli trucidati dai cristiani; il rabbino capo, Kalonimus Ben Meshullam, si suicidò per evitare di finire nelle mani dei crociati.
L'azione di Emicho proseguì poi a Colonia, mentre altri continuarono a Treviri, a Metz e in altre città. Anche Pietro l'Eremita potrebbe essere stato coinvolto in questi atti di violenza contro gli ebrei e un esercito guidato da un prete chiamato Folkmar fu colpevole di violenze in Boemia. L'esercito di Emicho continuò la sua marcia attraverso l'Ungheria ma poi venne sconfitto dall'esercito di Colomanno d'Ungheria. Il suo seguito di soldataglia si disperse: alcuni finirono per aggregarsi all'esercito principale, altri, come lo stesso Emicho, fecero ritorno alle proprie case.
Sembra che molti delle aggressioni fossero finalizzate al tentativo di convertire gli ebrei con la forza, ma probabilmente vi fu anche l'interesse ad appropriarsi dei loro beni. Le violenze contro gli ebrei non furono mai approvate dalle autorità gerarchiche della Chiesa e i vescovi cristiani, in particolare l'arcivescovo di Colonia, fecero quanto possibile per proteggerli. Le aggressioni alle comunità ebraiche potrebbero aver tratto origine anche dalla convinzione che sia loro sia i musulmani fossero in ugual modo nemici di Cristo e che in quanto tali dovessero essere combattuti o convertiti al cristianesimo. Si disse che Goffredo di Buglione avesse estorto denaro agli ebrei di Colonia e di Magonza e alcuni dei crociati si chiesero perché si dovesse viaggiare per migliaia di chilometri per combattere gli infedeli del Vicino Oriente quando ve ne fossero già di più vicini a casa.

## La crociata dei nobili
I quattro principali eserciti crociati lasciarono l'Europa intorno alla data stabilita nell'agosto del 1096. All'impresa, affidata dal papa alla guida spirituale di Ademaro di Monteil, vescovo di Le Puy, aderirono alcuni dei più importanti membri dell'aristocrazia feudale europea:
- Ugo, francese, futuro conte di Vermandois (1057-1101), figlio cadetto di re Enrico I di Francia e fratello minore del re Filippo I;
- Stefano II di Blois, francese, cognato di Roberto II, duca di Normandia, per averne sposato la sorella Adele;
- Roberto, fiammingo, conte di Fiandra;
- Roberto II, normanno, duca di Normandia, figlio di Guglielmo il Conquistatore;
- Raimondo di Saint-Gilles, provenzale, quarto conte di Tolosa e marchese di Provenza che guidava il drappello di provenzali;
- Goffredo di Buglione, fiammingo, duca della Bassa Lorena e vassallo dell'Imperatore germanico Enrico IV;
- Baldovino di Boulogne, fratello germano di Goffredo;
- Eustachio III, fiammingo, conte di Boulogne e fratello di Goffredo;
- Boemondo di Taranto, normanno, pugliese, principe di Taranto, figlio di Roberto il Guiscardo;
- Guglielmo Embriaco, esponente della nobiltà genovese.

Essi intrapresero diversi percorsi per raggiungere Costantinopoli dove si radunarono al di fuori delle sue mura cittadine tra novembre 1096 e i primi mesi del 1097. Questa volta, l'imperatore Alessio si dimostrò più preparato all'arrivo dei crociati e ci furono meno episodi di violenza lungo il viaggio. È difficile da stimare la dimensione dell'intero esercito crociato; diverse stime furono fornite dai testimoni oculari che non sempre concordano con quelle formulate dagli storici moderni. Lo storico militare crociato David Nicolle ritiene che complessivamente gli eserciti fossero costituiti da circa 30 000-35 000 crociati, tra cui 5 000 cavalieri. Raimondo fu alla testa del contingente più numeroso con circa 8500 fanti e 1 200 cavalieri.

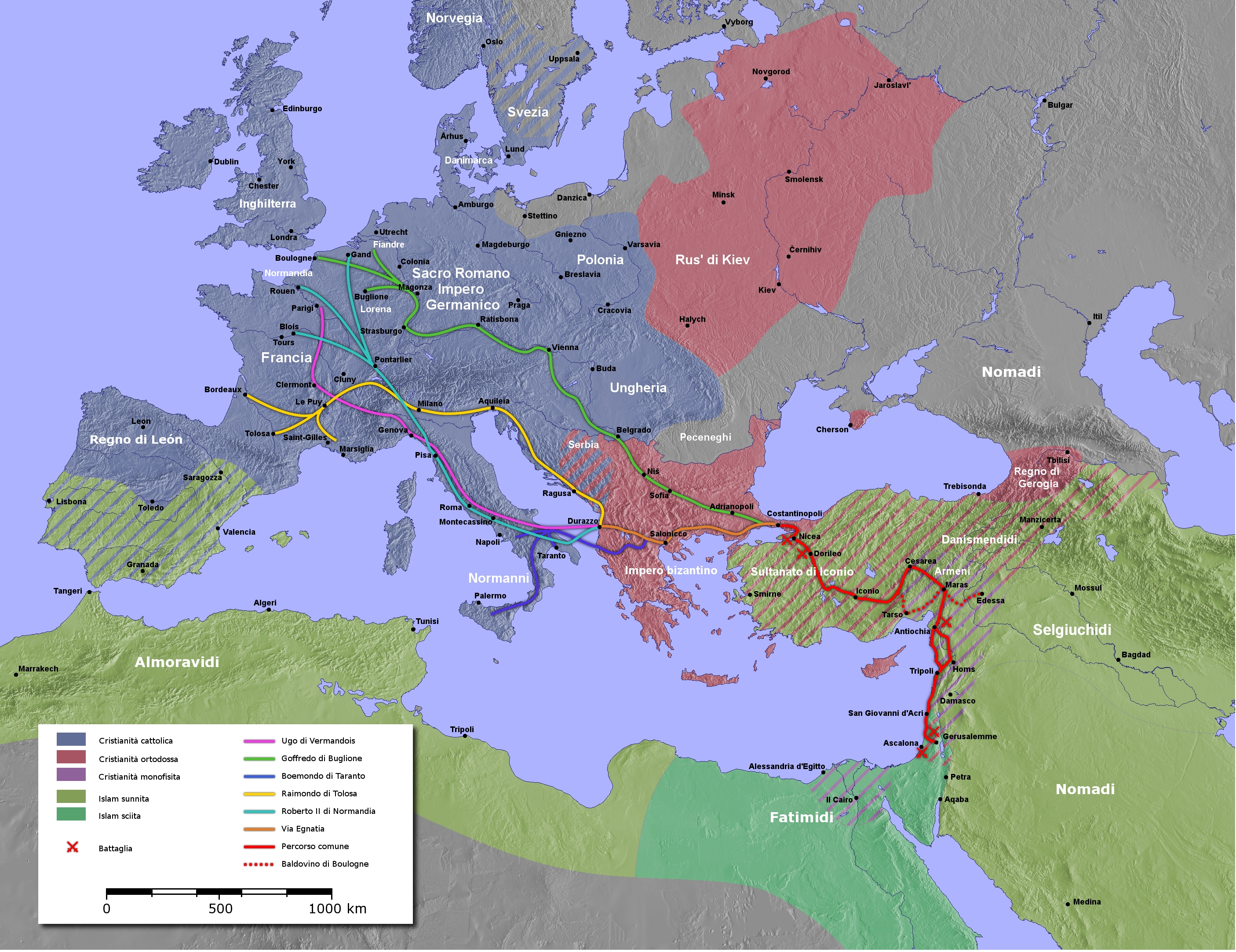
Percorsi intrapresi dai vari eserciti crociati.

Ugo di Vermandois partì verso il 15 agosto 1096 e, non senza vanità, scrisse all'imperatore Alessio I di preparargli un'accoglienza degna di lui. Si imbarcò a Bari alla volta di Durazzo, per raggiungere Costantinopoli percorrendo l'antica via Egnatia, ma le navi incapparono in una burrasca e si dispersero. Raccolto da Alessio I, fu considerato un ospite, ma posto sotto attenta anche se discreta sorveglianza.
Goffredo di Buglione, che aveva seguito la via di Pietro l'Eremita, fu il secondo ad arrivare. Aveva attraversato l'Ungheria, che dopo i primi passaggi era già in allarme, e per tutto il tempo fu obbligato a lasciare in ostaggio suo fratello Baldovino. Giunto a Costantinopoli si accampò sotto le mura. Nacque una certa ostilità fra i suoi e gli uomini dell'imperatore bizantino, che era accusato di tenere prigioniero Ugo.
Boemondo di Taranto arrivò in aprile. Ostile segretamente ad Alessio I, si era fatto crociato, «per opera dello Spirito Santo» dicono i testi, quando si stavano avvicinando i crociati normanni di Roberto. Non era stato solo per devozione: Boemondo era un uomo forte, astuto, ambizioso e frustrato: suo padre, Roberto il Guiscardo, dopo essersi risposato, gli aveva preferito il fratellastro, Ruggero Borsa. Ambiva ad avere una sua signoria a scapito dell'Imperatore bizantino, sul quale dodici anni prima aveva già riportato una vittoria. Fine conoscitore della mentalità bizantina e musulmana e dei loro metodi, egli sapeva di essere indispensabile. Per rassicurare il diffidente Alessio I, Boemondo evitò che le sue truppe operassero il minimo saccheggio.
Raimondo di Saint-Gilles era uno dei più potenti signori. Aveva 55 anni e possedeva una dozzina di contee; può darsi che avesse partecipato alla Reconquista. Già prima del Concilio di Clermont, il papa vide probabilmente in lui il più indicato capo militare della crociata, anche se non procedette mai alla designazione di un comandante laico, limitandosi a quella di una guida spirituale, nella persona del suo legato pontificio, il vescovo di Le Puy Ademaro di Monteil. In autunno, dopo aver lasciato al figlio il governo delle terre, il conte partì insieme con Ademaro, passando per l'Italia settentrionale e l'inospitale costa dalmata. Giunto nelle terre dell'impero, fu scortato dalle truppe peceneghe, che fungevano da polizia militare bizantina e lo misero sotto sorveglianza.
Roberto di Normandia, Roberto di Fiandra e Stefano II di Blois lasciarono le loro terre nell'autunno del 1096. Passando per Roma, Bari e per la via Egnatia, arrivarono a Costantinopoli nell'aprile-maggio del 1097.

### L'arrivo a Costantinopoli

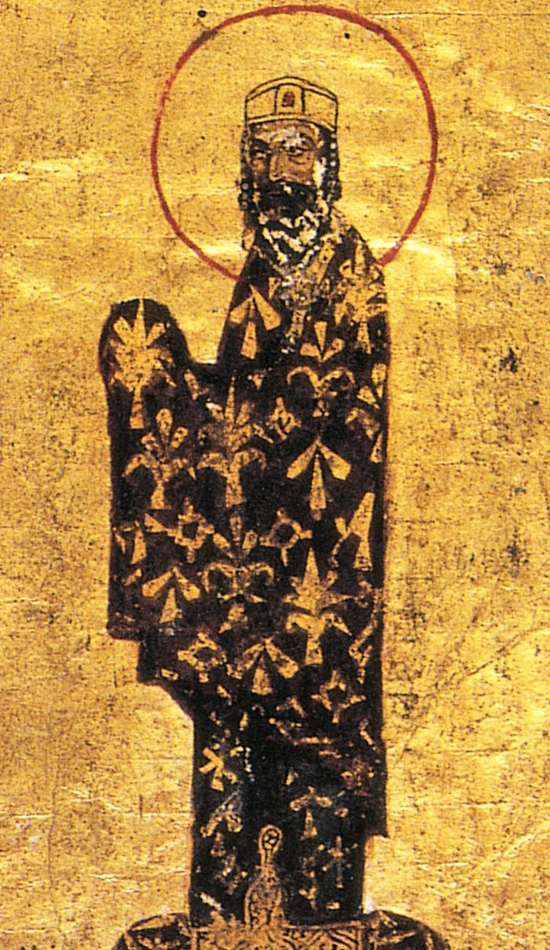
L'Imperatore bizantino Alessio I Comneno.

I principi arrivarono a Costantinopoli con scarse vivande contando sull'aiuto di Alessio. L'Imperatore, tuttavia, si dimostrò comprensibilmente sospettoso dopo aver vissuto le negative esperienze con la crociata del popolo oltre che per via della presenza tra i cavalieri del suo vecchio nemico Normanno Boemondo che precedentemente aveva invaso più volte il territorio bizantino con suo padre Roberto Guiscardo e che probabilmente tentò anche di organizzare un attacco a Costantinopoli mentre si trovava accampato fuori della città.
I crociati avrebbero potuto convincere Alessio a prendere il comando della crociata, ma egli non si dimostrò interessato a ciò e piuttosto si preoccupò di trasportarli in Asia Minore il più rapidamente possibile. In cambio di cibo e forniture, Alessio chiese ai condottieri crociati di giurare fedeltà e di riconsegnare all'Impero Bizantino qualsiasi territorio fossero riusciti a strappare al dominio dei Turchi. Goffredo fu il primo a proferire il giuramento e successivamente quasi tutti gli altri nobili lo imitarono, anche se lo fecero solo dopo che cessarono in città gli scontri tra i cittadini e i crociati desiderosi di saccheggiarla. Raimondo fu l'unico a non giurare ma si limitò semplicemente ad impegnarsi a non causare alcun danno all'Impero. Prima di assicurare il trasporto attraverso il Bosforo ai vari eserciti, Alessio informò i comandanti crociati sul modo migliore di affrontare gli eserciti selgiuchidi che presto avrebbero incontrato.

### La marcia in Anatolia e in Siria

#### Assedio di Nicea

L'Asia Minore nel 1097, all'arrivo dei Crociati.

Durante la prima metà del 1097, gli eserciti crociati attraversarono l'Asia Minore dove si unirono a Pietro l'Eremita e quel poco che restava del suo seguito. Alessio I assegnò due dei suoi generali, Manuele Boutoumites e Tatikios, all'assistenza dei crociati. Il primo obiettivo della campagna fu Nicea, precedentemente una città sotto il dominio bizantino ma che successivamente divenne la capitale del Sultanato di Rum dei Selgiuchidi sotto la guida di Kilij Arslan I. In questo momento Arslan si trovava lontano, impegnato in una campagna militare contro i nemici Danishmendidi nell'Anatolia centrale, lasciando la sua famiglia e i suoi averi a Nicea sottovalutando la forza di questi nuovi crociati.

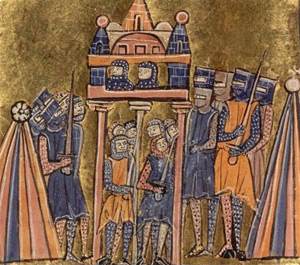
Miniatura rappresentante l'assedio di Nicea.

All'arrivo dei crociati, la città fu messa sotto un lungo assedio. Appena Arslan ne venne a conoscenza fece immediato ritorno nella sua città attaccando gli assedianti il 16 maggio. Egli si ritrovò inaspettatamente impegnato in una grande battaglia che causò ingenti perdite in entrambe le parti. L'assedio comunque proseguì nonostante ci si trovasse in punto di stallo. La situazione si sbloccò quando l'imperatore bizantino Alessio I, accampatosi nei pressi del villaggio di Pelecanum sul lago Ascanio, riuscì ad organizzare un blocco del lago servendosi di imbarcazioni che vi aveva fatto trasportate via terra. Il blocco servì a tagliare le vie di approvvigionamento agli assediati e fu un fattore decisivo per la resa della città, che fu negoziata segretamente tra i turchi e i generali bizantini all'insaputa dell'esercito crociato. Fu così che tra il 18 e il 19 giugno Nicea capitolò di fronte all'esercito bizantino.
Questa situazione fu fonte di frustrazione per i crociati. Infatti, mentre i bizantini irruppero nella città, ai crociati non fu concesso di partecipare al saccheggio o addirittura di entrare entro le mura conquistate, tranne in piccoli gruppi scortati. Tuttavia, questa politica fu coerente ai giuramenti precedenti fatti ad Alessio e l'imperatore assicurò ai crociati di essere ben ricompensati per i loro sforzi. Come scrive Thomas Asbridge, «la caduta di Nicea fu una conseguenza della politica di successo della stretta collaborazione tra i crociati e i bizantini». Dopo aver lasciato il controllo della città ai Bizantini, i crociati ripresero la loro marcia verso Gerusalemme. Stefano Arciprete di Blois, in una lettera spedita a sua moglie Adele d'Inghilterra, scrisse che stimava breve la durata del viaggio, asserendo che a Luglio avrebbero attraversato l'Anatolia, ad Agosto si sarebbero riposati, e a settembre avrebbero conquistato Gerusalemme. In realtà ci sarebbero voluti due anni.

#### Battaglia di Dorylaeum

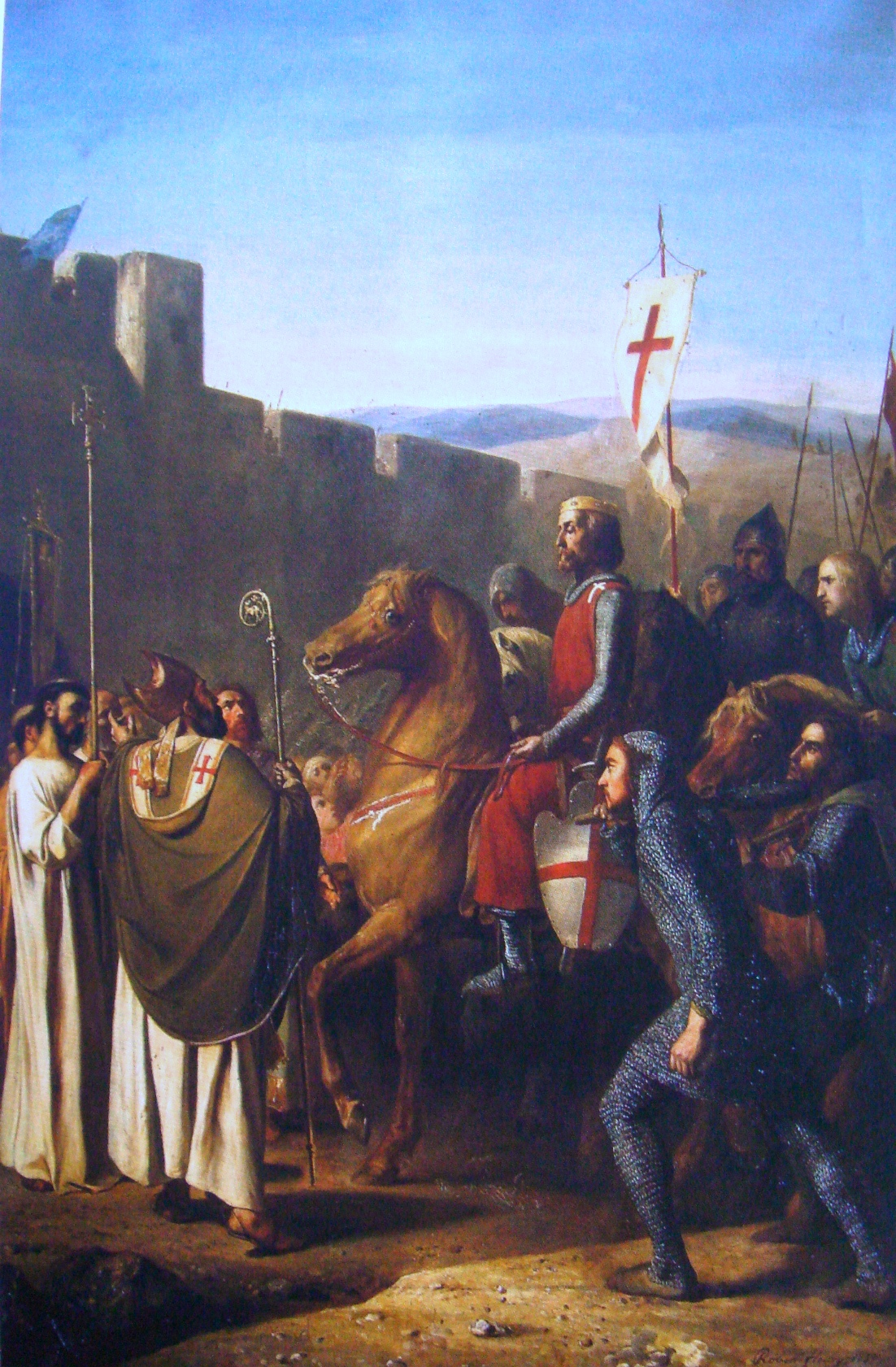
Baldovino di Boulogne entra a Edessa nel 1098 (pittura storica di Joseph-Nicolas Robert-Fleury del 1840)

Alla fine di giugno, i crociati marciarono attraverso l'Anatolia accompagnati da alcune truppe bizantine comandate da Tatikios; nutrivano ancora la speranza che Alessio decidesse di inviargli il suo esercito al completo. La colonna crociata venne divisa in due gruppi, uno guidato dai normanni, l'altro dai francesi. Le intenzioni erano quelle di riunire i due gruppi nuovamente presso Dorylaeum, ma il 1º luglio i normanni, che avanzarono in anticipo rispetto ai francesi, vennero attaccati da Kilij Arslan. Quest'ultimo era riuscito a mettere insieme un esercito molto più grande rispetto a quello che aveva condotto in occasione della sua sconfitta a Nicea e ora circondava i normanni grazie ai suoi arcieri montati a cavallo, in procinto di dare inizio alla battaglia di Dorylaeum. I normanni «schierati in una formazione difensiva stretta» circondarono il loro equipaggiamento e i compagni non in armi a difesa, facendo pervenire all'altro gruppo una richiesta d'aiuto. Quando i francesi arrivarono, Goffredo attraversò le linee turche e Ademaro li attaccò dalla parte posteriore; così i turchi, che avevano previsto di distruggere i Normanni, non riuscirono ad anticipare il rapido intervento dei francesi preferendo fuggire piuttosto che dover affrontare l'esercito crociato congiunto.
Dopo aver colto un'ulteriore vittoria a Eraclea Cibistra la marcia dei crociati attraverso l'Anatolia poté continuare senza ulteriori scontri. Il viaggio non fu comunque facile, poiché Arslan aveva bruciato e distrutto gran parte delle riserve dell'esercito cristiano. In quel momento ci si trovava nella meta dell'estate e i crociati potevano contare su scarse scorte di cibo e d'acqua; molti uomini e cavalli morirono a causa di queste condizioni. Per sopravvivere i cristiani dovettero darsi al saccheggio ogni qualvolta ne ebbero l'occasione. Vi furono, inoltre, diversi contrasti tra i comandanti dei gruppi in cui era diviso l'esercito, tuttavia nessuno di loro fu abbastanza potente da assumere il comando generale, anche se Ademaro venne sempre riconosciuto come il capo spirituale. Dopo aver attraversato il Tarso e le Porte Cilicie, Baldovino di Boulogne si allontanò dai compagni verso le terre armene intorno all'Eufrate; sua moglie, da cui dipendeva la sua unica rivendicazione sulle terre e sulle ricchezze europee, era morta dopo la battaglia, privandolo di ogni incentivo per far ritorno in Europa. Così, decise di scegliersi un feudo per sé in Terra santa. All'inizio del 1098, egli fu nominato erede di Thoros di Edessa, il quale poco più tardi venne ucciso in una rivolta che probabilmente fu istigata dallo stesso Baldovino. Così, nel marzo del 1098, Baldovino divenne il nuovo governante, dando luogo alla Contea di Edessa, il primo degli Stati crociati.

#### Assedio di Antiochia

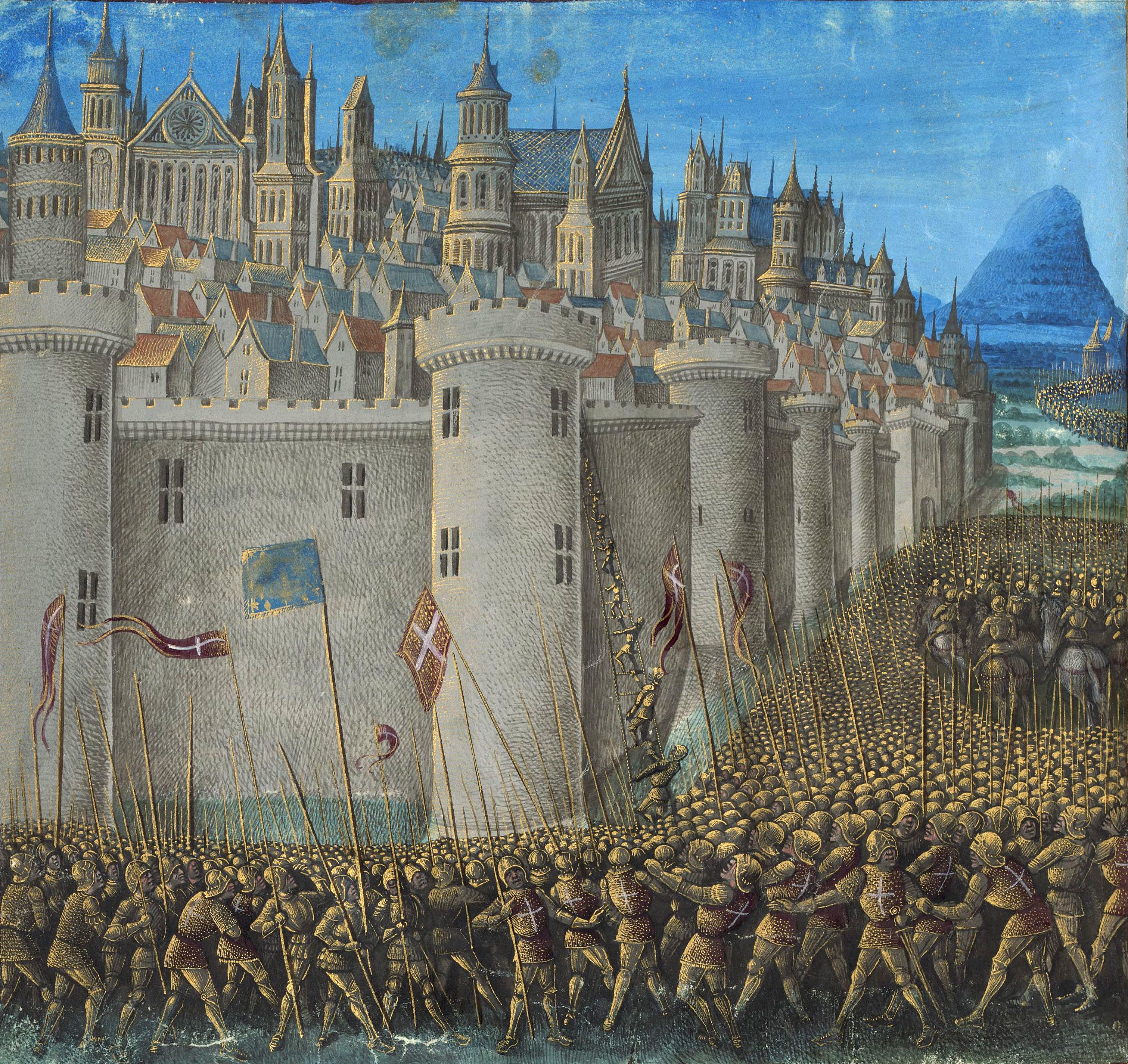
Assedio di Antiochia in una miniatura medievale.

L'esercito crociato, nel frattempo e nonostante le difficoltà, marciava verso Antiochia, una città che si trovava a metà strada tra Costantinopoli e Gerusalemme. Descritta da Stefano di Blois come «una città incredibile, molto forte e inattaccabile», la sua reputazione scoraggiò i crociati circa la possibilità di conquistarla solo con un attacco. Essi sperarono piuttosto di costringerla a una capitolazione spontanea o di poter far affidamento su un traditore all'interno della città, una tattica che era già stata adottata dai Bizantini e poi dai Turchi Selgiuchidi per impadronirsi della città. Speranzosi che ciò potesse ripetersi, il 20 ottobre del 1097, iniziò l'assedio di Antiochia. Durante i quasi otto mesi in cui si protrasse, i cristiani furono costretti a respingere due grandi eserciti di soccorso guidati da Duqaq I e Ridwan ibn Tutush. Antiochia era così grande che i crociati non possedevano abbastanza soldati da riuscire a circondarla completamente e pertanto la popolazione assediata poté in gran parte continuare ad essere rifornita. Il 4 marzo 1098, una flotta crociata appartenente alla "crociata sassone" fece il suo arrivo portando con sé numerose attrezzature fondamentali per il prosieguo dell'assedio.
Nel maggio del 1098, Kirbogha di Mosul si mosse verso Antiochia per tentare di rompere l'assedio. Boemondo nel frattempo riuscì nell'intento di corrompere una guardia armena di nome Firouz affinché abbandonasse la sua torre e così i crociati riuscirono ad entrare nella città dove uccisero la maggior parte degli abitanti. Tuttavia, solo pochi giorni dopo l'esercito di Kirbogha arrivò, mettendo sotto attacco gli ex assediatori. Secondo le cronache di Raimondo di Aguilers, fu a questo punto che un monaco di nome Pietro Bartolomeo affermò, nonostante alcuni scetticismi, di aver trovato nella città la Lancia Sacra, una scoperta che venne interpretata come un segno che i cristiani sarebbero stati vittoriosi.

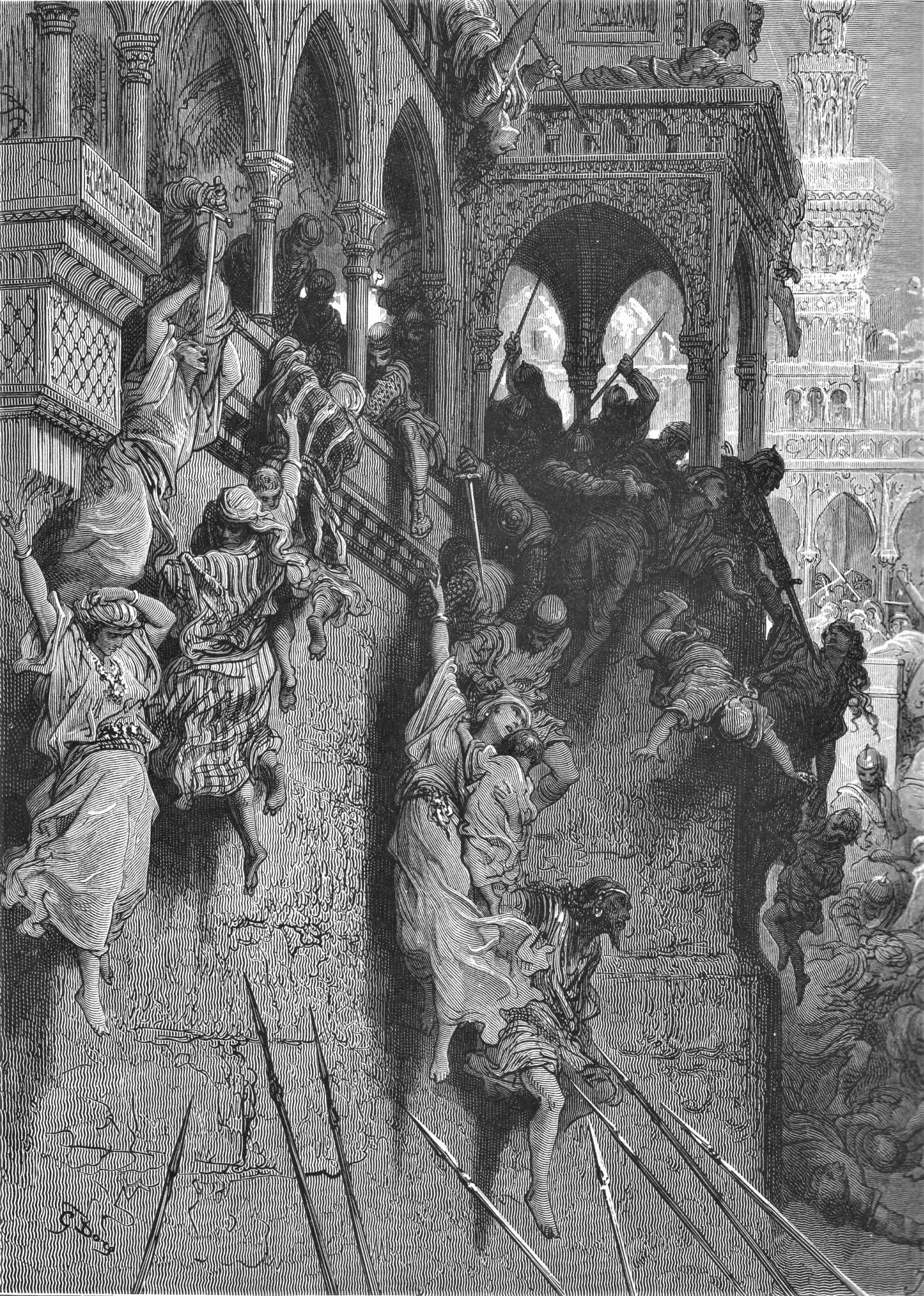
Il massacro di Antiochia di Gustave Doré (1871)

Il 28 giugno 1098, i crociati sconfissero Kirbogha in una battaglia fuori città, una vittoria dovuta all'incapacità del condottiero musulmano di organizzare le diverse fazioni che componevano il suo esercito. Mentre i crociati stavano marciando verso l'esercito nemico, la fazione fatimide abbandonò il contingente turco, poiché temeva che Kirbogha avrebbe avuto un eccessivo potere se fosse stato in grado di sconfiggere i crociati. Secondo le testimonianze oculari cristiani, un esercito di santi venne in aiuto dei crociati durante la battaglia, paralizzando l'esercito di Kirbogha.
Stefano di Blois, uno dei condottieri crociati, si trovava ad Alessandretta quando venne a conoscenza della situazione che andava a profilarsi ad Antiochia. Dai racconti ritenne erroneamente che la situazione fosse disperata e quindi lasciò il Medio Oriente, avvertendo Alessio e il suo esercito, e fece ritorno in Francia. Ai crociati che si trovavano ad Antiochia ciò apparve come un grave tradimento e in particolare Boemondo sostenne che Alessio avesse abbandonato la spedizione e che quindi tutti i giuramenti che gli avevano fatto erano da considerarsi nulli. Mentre Boemondo rivendicò Antiochia per sé stesso, non tutti gli altri condottieri si dimostrarono d'accordo. Le discussioni tra i nobili crociati, pertanto, ritardarono il prosieguo della crociata fino alla fine dell'anno.
Nel frattempo, tra i cristiani scoppiò un'epidemia di peste che uccise molti crociati, compreso il legato apostolico Ademaro di Monteil che spirò il 1º agosto. I crociati avevano a disposizione ancora meno cavalli che in precedenza e, ancora peggio, i contadini musulmani della zona rifiutarono di rifornirli di cibo. Così, nel mese di dicembre, dopo che la città araba di Ma'arrat al-Nu'man venne conquistata dopo un assedio, vennero riportate le prime accuse di cannibalismo tra i crociati. Rodolfo di Caen scrisse: «A Ma'arrat le nostre truppe bollirono gli adulti infedeli nei vasi da cucina, impalarono i bambini in spiedi e li divorarono». Al tempo stesso, i cavalieri e i soldati si dimostrarono sempre più inquieti tanto da minacciare i loro nobili condottieri di proseguire verso Gerusalemme senza di loro. Finalmente, all'inizio del 1099, la marcia riprese, lasciando Boemondo presso la città come primo principe di Antiochia.

#### La marcia verso Gerusalemme

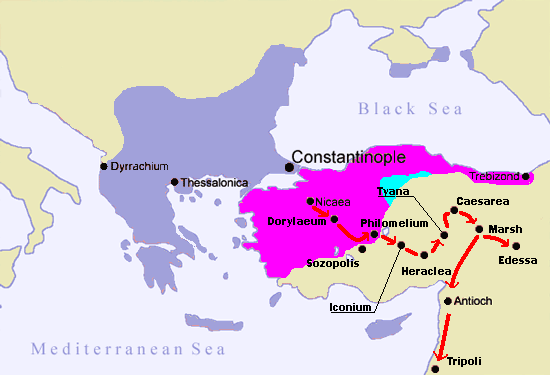
Il tragitto dell'esercito della prima crociata attraverso l'Asia

Marciando lungo la costa mediterranea, i crociati incontrarono una modesta resistenza, poiché i governanti locali preferirono stipulare con loro accordi di pace e fornirli di vettovagliamenti piuttosto che combattere. Tuttavia l'inconcludente assedio di Arqa rappresentò una notevole eccezione a questa situazione. Le conquiste furono repentine anche perché seppero (inconsciamente) sfruttare le rivalità e ostilità tra i vari potentati musulmani della zona: infatti nel Vicino Oriente correva il confine indeterminato tra il califfato ismailita del Cairo e quello sunnita di Baghdad; inoltre gli emirati di Anatolia e di Siria erano ostili tra loro. Oltre all'elemento sorpresa giocò a favore dei crociati anche la mancanza di una tattica unitaria, senza un chiaro obiettivo: i musulmani erano infatti abituati a rispondere alle periodiche offensive dell'impero bizantino e non sapevano come comportarsi con questi gruppi indisciplinati di cristiani venuti da Occidente. Di fatto si stava assistendo a un fenomeno del tutto nuovo: un pellegrinaggio armato verso Gerusalemme.
Il 7 giugno i crociati arrivarono a Gerusalemme, che solo un anno prima era stata riconquistata dai Fatimidi a spese dei Selgiuchidi. Molti crociati scoppiarono in pianto alla vista della città, raggiunta dopo un viaggio così lungo.

### Presa di Gerusalemme

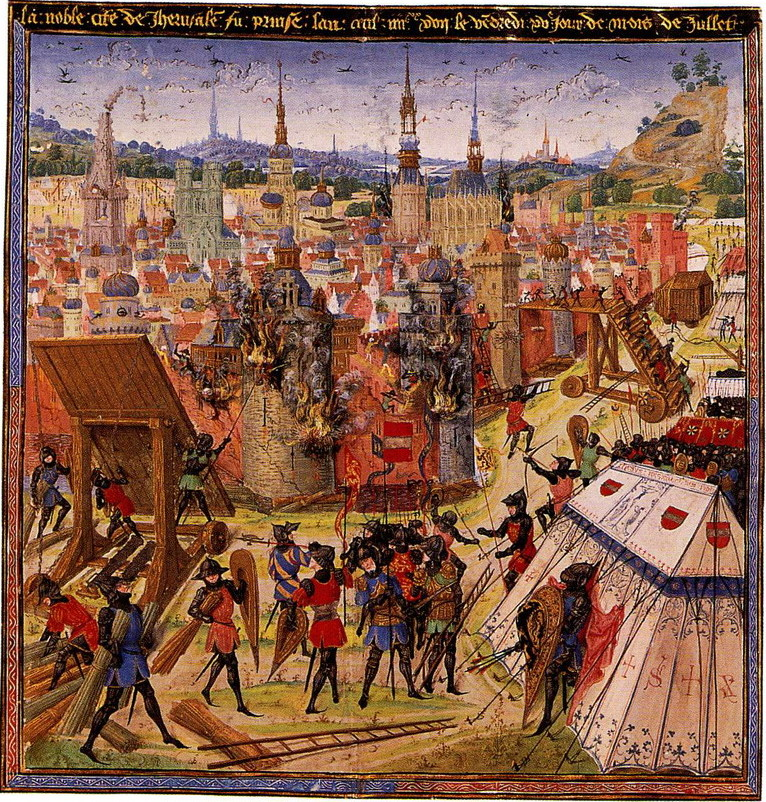
La presa di Gerusalemme del 1099, da un manoscritto medievale.

Il 13 gennaio 1099 Raimondo di Tolosa si diresse verso Gerusalemme e attaccò Bostrys, Byblos, Beirut, Sidone, Tiro, Acri, Haifa, il Monte Carmelo, Cesarea, Ramla (antico capoluogo del governatorato islamico fin dall'età califfale omayyade) che fu sgomberata da quasi tutta la popolazione musulmana e, infine, Betlemme.
Quando i crociati arrivarono a Gerusalemme, in quel momento sotto il controllo del fatimide Iftikhār al-Dawla, si aprì davanti a loro un territorio arido, privo di acqua e di cibo. Essi non avevano speranza di tentare un blocco della città come invece avevano fatto ad Antiochia poiché non avevano sufficienti truppe, risorse e tempo. L'unica soluzione che ritennero fattibile fu quella di prendere la città con un assalto. Sicuramente non ebbero molte altre scelte, poiché si stimò che i crociati, in quel momento, contassero tra le loro file solamente 12 000 uomini tra cui 1 500 cavalieri. Questo esercito, composto da uomini di diversa origine e con varie alleanze, non si dimostrò nemmeno in questa occasione come una forza unita; per esempio mentre Goffredo e Tancredi si accamparono a nord della città, Raimondo decise di stanziarsi a sud. Inoltre, il contingente provenzale non partecipò all'assalto iniziale del 13 giugno. Questo primo attacco fu forse poco più di un tentativo e, infatti, appena dopo aver scalato il muro esterno i crociati vennero respinti dall'interno.
Dopo il fallito assalto iniziale si tenne un incontro tra i vari comandati in cui si concordò che per il futuro sarebbe stato necessario un attacco concordato. Il 17 giugno, un gruppo di marinai genovesi guidati da Guglielmo Embriaco giunse a Giaffa portando ai crociati qualificati ingegneri che permisero di realizzare alcune torri d'assedio utilizzando il legname ottenuto dallo smantellamento delle navi con cui erano giunti. Il morale dei crociati si risollevò ulteriormente quando un sacerdote, Pietro Desiderio, affermò di avere avuto una visione dello spirito del vescovo Ademaro che li esortava a digiunare e a compiere una processione a piedi nudi intorno alle mura della città, dopodiché essa sarebbe stata conquistata, facendo riferimento alla storia biblica di Giosuè nell'assedio di Gerico. Dopo i tre giorni di digiuno, l'8 luglio i crociati compirono la processione che terminò sul Monte degli Ulivi dove Pietro l'Eremita predicò. Poco dopo, le varie e confuse fazioni che componevano l'esercito crociato giunsero a un ravvicinamento pubblico. Poco dopo arrivarono notizie di un esercito di soccorso fatimide partito dall'Egitto, fornendo così ai crociati un'ulteriore motivazione per sferrare un nuovo attacco alla città.
L'attacco decisivo a Gerusalemme iniziò il 13 luglio: le truppe di Raimondo si rivolsero verso la porta a sud mentre gli altri contingenti si concentrarono sul muro settentrionale. Il 15 luglio venne dato l'ultimo assalto ad entrambe le estremità della città e così venne conquistato il bastione interno del muro settentrionale. Nel panico che seguì, i difensori abbandonarono le mura cittadine, consentendo ai crociati di entrare. Il primo a mettere piede nella città santa fu il pisano Cucco Ricucchi, comandante di 120 galee, seguito dal concittadino Coscetto Dal Colle. Goffredo di Buglione entrò fra i primissimi nella città, coi suoi fratelli Baldovino ed Eustachio, alla testa dei suoi Lotaringi. A testimonianza del contributo decisivo dato dai genovesi, guidati dal Testadimaglio, e dalle loro torri d'assedio, lo stesso Goffredo di Buglione fece scolpire sulle mura del Santo Sepolcro le parole "Praepotens Genuensium Praesidium" in ricordo dell'incredibile impresa.

#### Il massacro

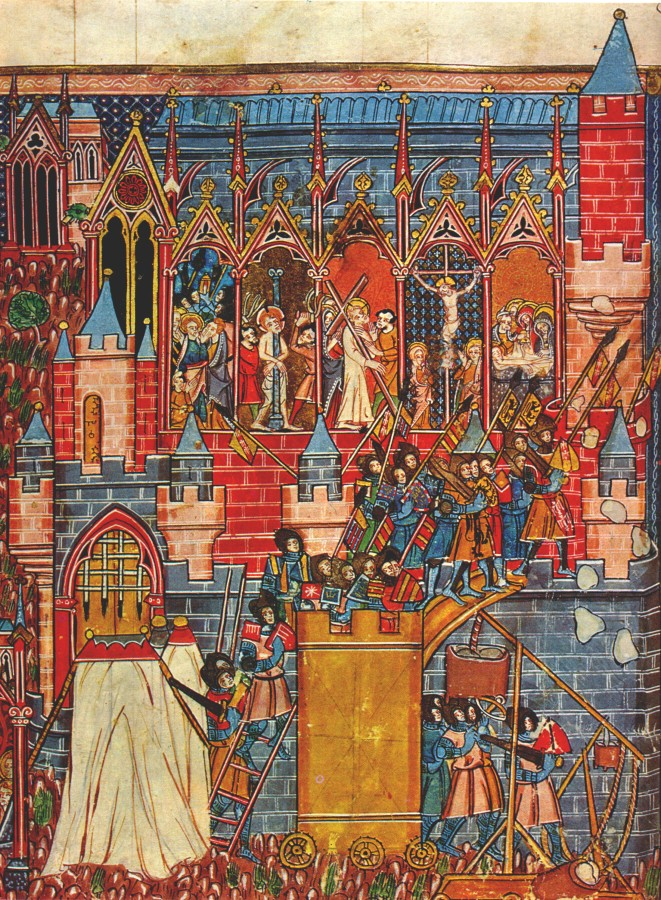
L'Assedio di Gerusalemme come rappresentato in un manoscritto medievale

Il massacro che seguì la presa di Gerusalemme raggiunse una particolare notorietà. I racconti dei crociati testimoni oculari non lasciano dubbi che si perpetuarono grandi violenze. Tuttavia, alcuni storici ritengono che le proporzioni dell'evento furono esagerate nei successivi racconti medievali.
Dopo la caduta del muro settentrionale, gli assediati fuggirono nel Monte del Tempio, perseguitati da Tancredi e dai suoi uomini. Arrivando prima che i rifugiati potessero difendere la zona, le truppe cristiane li assalirono massacrando molti di essi; i pochi che si salvarono si rifugiarono nella Moschea al-Aqsa. Tancredi fermò le violenze, offrendo a coloro che si trovarono nella moschea la sua protezione. Quando i difensori sulla parete meridionale capirono che la parte settentrionale era stata presa, la guarnigione fatimide si rifugiò nella cittadella (da cui poté uscire sana e salva poco più tardi, dopo aver pagato un fortissimo riscatto), permettendo così a Raimondo di entrare in città. Iftikhar al-Dawla, comandante della guarnigione, stipulò un accordo con Raimondo impegnandosi a consegnare la cittadella e in cambio poter fuggire ad Ascalona.
Le violenze continuarono per il resto della giornata. I musulmani vennero uccisi, senza eccezione alcuna di sesso e d'età, insieme agli ebrei della città, inutilmente ammassatisi nella sinagoga a cui i crociati dettero fuoco. Nonostante tutto ciò, è provato che alcuni musulmani ed ebrei della città sopravvissero alla strage, fuggendo o essendo fatti prigionieri per poi essere riscattati. Un analogo trattamento sarebbe forse toccato anche ai cristiani orientali, espulsi dalla città preventivamente dal governatore musulmano per paura di tradimenti, che i crociati probabilmente non avrebbero nemmeno saputo riconoscere.

### Costituzione del Regno di Gerusalemme

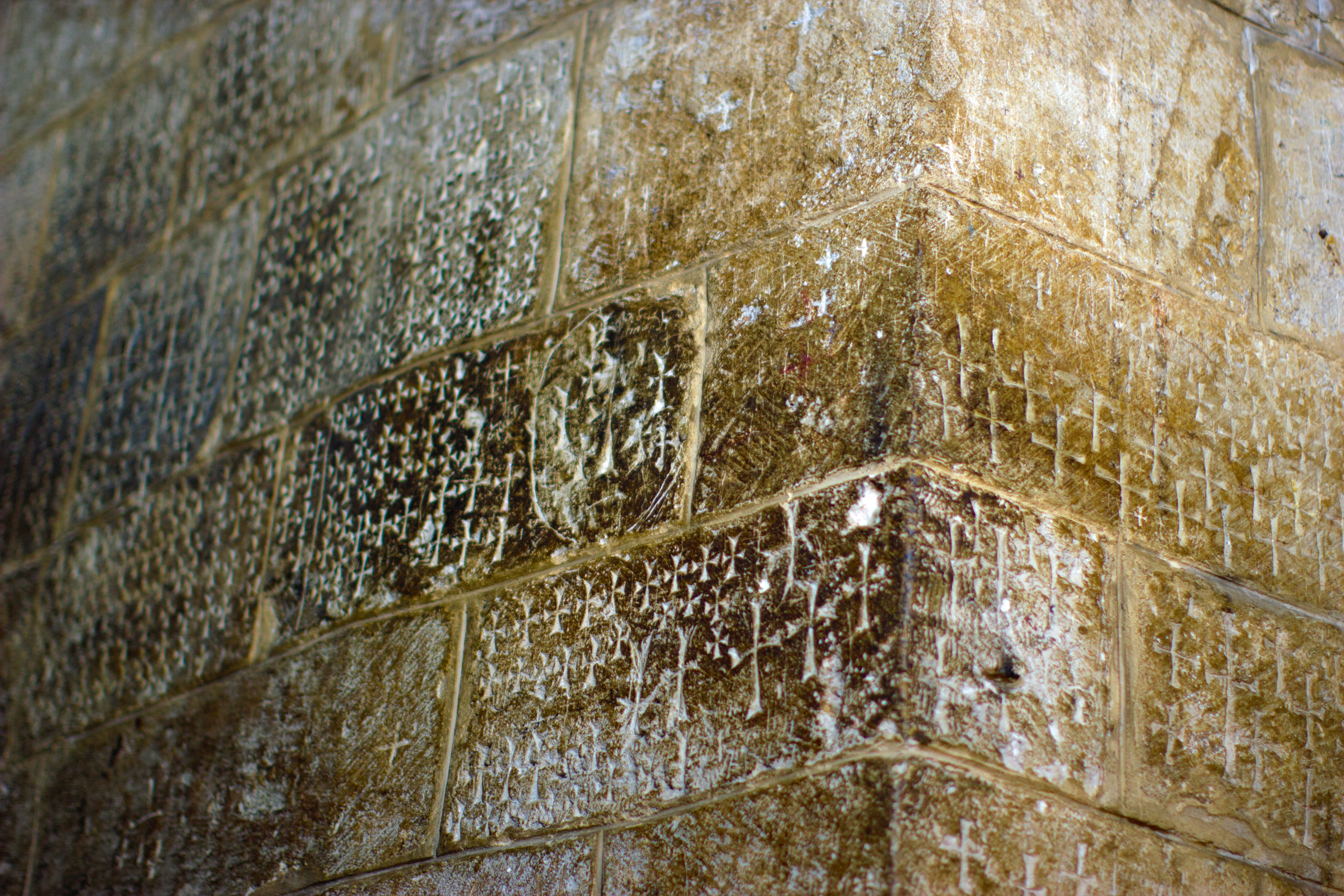
Basilica del Santo Sepolcro, Gerusalemme
Graffiti incisi dai crociati

Giuridicamente parlando la situazione del Regno di Gerusalemme era piuttosto spinosa: formalmente, secondo il diritto riconosciuto dai cristiani, i territori appartenevano all'imperatore bizantino, ma egli non era in buoni rapporti con i crociati ed era inoltre uno scismatico; si pensò allora di offrire la corona al papa, che avrebbe potuto proclamarsi signore feudale di quelle terre, come aveva fatto per l'Inghilterra e per la Sicilia, ma un'azione del genere avrebbe sicuramente peggiorato ulteriormente le già tese relazioni con il basileus. Si decise allora di offrire la corona a uno dei crociati che avevano partecipato alla spedizione.
Il 22 luglio si tenne un consiglio nella chiesa del Santo Sepolcro al fine di nominare un re per il Regno di Gerusalemme appena fondato. Inizialmente, la corona fu offerta a Raimondo - i cui domini costituivano uno dei tre massimi feudi di Francia con il ducato d'Aquitania e il ducato di Normandia - ma egli la rifiutò adducendo il desiderio di tornare al più presto in patria avendo assolto il votum crucis e così dimostrare la sua devozione, ma più probabilmente egli sperò che gli altri nobili insistessero comunque per la sua elezione.
Inoltre l'energico Raimondo aveva subito il veto dei normanni. Per accordare tutti era chiaro che si sarebbe dovuto scegliere una personalità non di spicco e si ripiegò allora su Goffredo da Buglione, che i cronisti dell'epoca ci ritraggono come valoroso ma anche tormentato, ripiegato su sé stesso. La tradizione vuole che egli rifiutasse di assumere un titolo di "re" di un territorio dove Cristo aveva conosciuto il supplizio e la morte, accettando invece la titolatura più modesta di Advocatus Sancti Sepulchri (Difensore [laico] del Santo Sepolcro). Advocatus era un titolo che un laico prendeva nella protezione di beni episcopali. Tuttavia ufficialmente questo titolo venne utilizzato solamente in una lettera, peraltro non scritta dallo stesso Goffredo. Sembra invece che egli utilizzasse più frequentemente l'ambiguo titolo di princeps o che abbia semplicemente mantenuto il suo precedente titolo di dux della Bassa Lorena. Secondo Guglielmo di Tiro, che scrisse nel XII secolo quando Goffredo era ormai già un eroe leggendario nella Gerusalemme crociata, egli si rifiutò di indossare "una corona d'oro" nello stesso luogo in cui Cristo aveva indossato "una corona di spine". Roberto il Monaco fu l'unico cronista contemporaneo della crociata a riportare che Goffredo avesse assunto il titolo "re".

## La crociata del 1101

Una mappa dell'Asia Minore occidentale che mostra i percorsi intrapresi dagli eserciti cristiani durante la crociata del 1101.

Dopo aver conquistato Gerusalemme e la chiesa del Santo Sepolcro, ai crociati appariva di aver adempiuto al proprio voto. Tuttavia, molti avevano già fatto ritorno nelle proprie terre prima di raggiungere Gerusalemme e altri non avevano mai lasciato l'Europa. Quando si sparse la voce del successo della crociata questi vennero derisi e disprezzati dalle loro famiglie, oltre che minacciati di scomunica da parte del Papa. Anche molti crociati tra quello che giunsero fino a Gerusalemme presero la via verso casa; secondo Fulcherio di Chartres, nel 1100 solo poche centinaia di cavalieri erano rimasti nel nuovo regno. Goffredo governò Gerusalemme solamente per un anno, poiché morì nel luglio del 1100. Fu suo fratello, Baldovino di Edessa, il primo che assunse il titolo di Re di Gerusalemme.
Tra i crociati che parteciparono a quella del 1101 ci furono Stefano II di Blois e Ugo di Vermandois, entrambi facenti parte della prima spedizione e che abbandonarono prima di raggiungere Gerusalemme. Questa crociata venne quasi annientata in Asia Minore dai Selgiuchidi, ma i sopravvissuti, una volta giunti a destinazione, contribuirono a rafforzare il regno di Gerusalemme. Negli anni successivi l'assistenza venne fornita anche dai mercanti italiani che si stabilirono nei porti siriani e dagli ordini religiosi e militari dei Cavalieri Templari e dei Cavalieri Ospitalieri, nati durante il regno di Baldovino I.

## Conseguenze

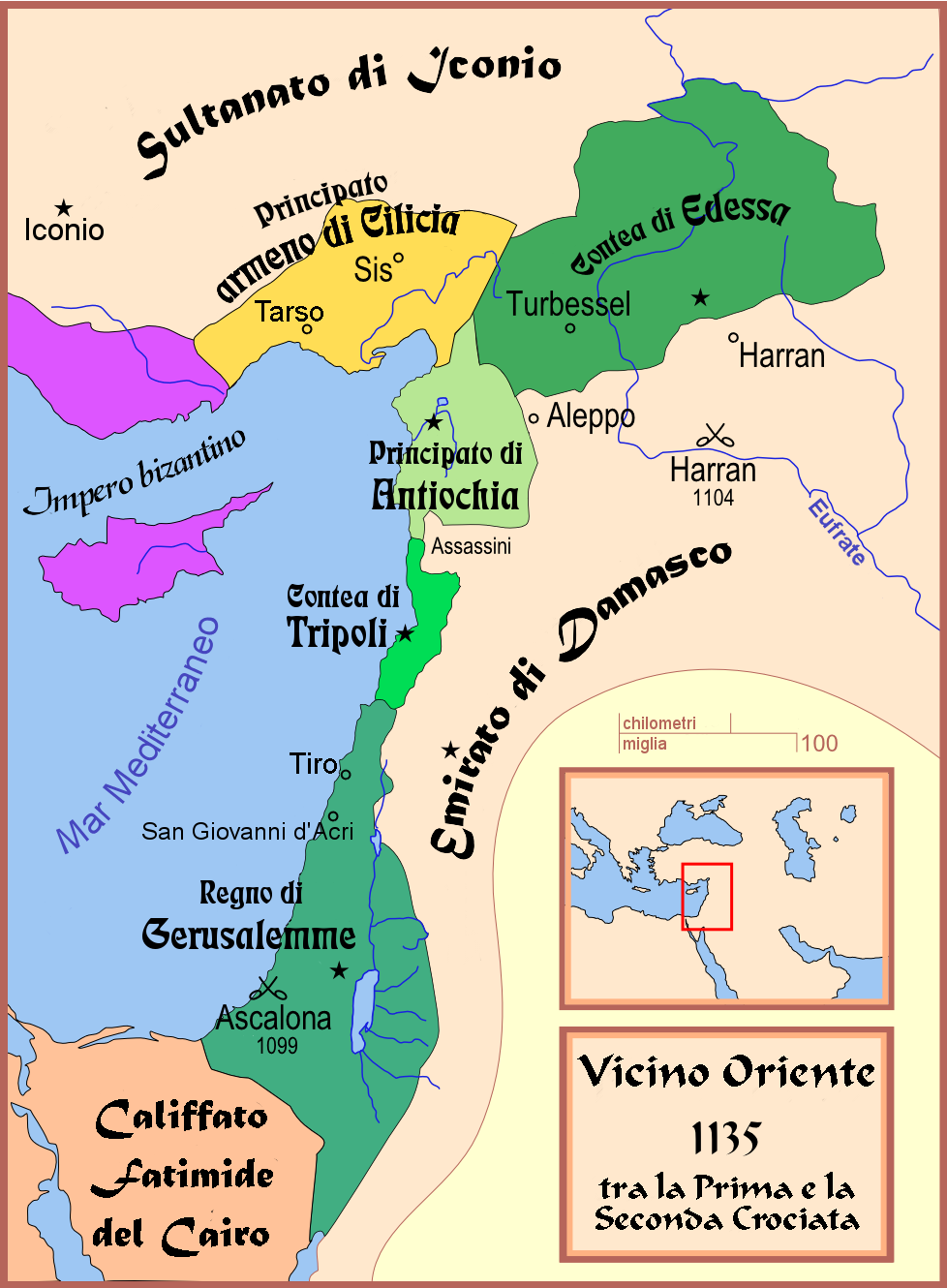
Gli stati crociati dopo la prima crociata

La prima crociata portò alla nascita degli "stati crociati" di Edessa, Antiochia, Gerusalemme e Tripoli, situati in Palestina e in Siria, così come la creazione di alleanze lungo le rotte percorse dai crociati come il Regno armeno di Cilicia. Infatti, conquistata Gerusalemme, i crociati negli anni successivi rafforzarono la propria posizione conquistando l'area circostante la città, fino a controllare una zona che andava dal Mar di Levante al Mar Rosso, al corso del Giordano alla Siria. Tutta la regione venne organizzata con il sistema del feudalesimo, con alcuni principati indipendenti tra loro (contea di Edessa, principato di Antiochia, contea di Tripoli, principato di Tiberiade e Oltregiordano, contea di Giaffa e di Ascalona) ed alcuni feudi minori ad essi sottomessi. Sul piano formale ciascuno di questi Stati accettava la superiorità di un sovrano che teneva corte a Gerusalemme.
L'ultimo Stato crociato a costituirsi in Terra Santa fu quello della Contea di Tripoli.
Qui il governo era affidato all'epoca al qadi Fakhr al-Mulk, della tribù dei Banū ʿAmmār, favorevole a un accordo coi Crociati che salvaguardasse la città. Grazie a una flotta genovese, Raimondo strappò Tortosa ai Banū ʿAmmār e pose l'assedio a Tripoli, infliggendo con solo 300 cavalieri un'incredibile rotta ai difensori che, coi loro 3 000 uomini, aiutati da altri 4 000 soldati provenienti da Damasco e Hims, corroborarono nei musulmani di quella parte di mondo l'idea dell'invincibilità degli uomini venuti dall'Europa. Proprio l'esiguità degli uomini a sua disposizione impedì tuttavia al conte di Tolosa di superare le difese murarie di Tripoli. Questa mancanza di reclute non venne colmata dalla fallimentare crociata del 1101, un insieme di tre spedizioni organizzate con l'intento di raggiungere la Terra Santa attraverso lo stesso percorso compiuto durante la prima crociata. Il sultano selgiuchide Kilij Arslan, stavolta, non si fece trovare impreparato e sconfisse tutti i numerosi guerrieri che da varie regioni europee si erano spinti verso il Vicino Oriente. Tra i pochi sopravvissuti rientrarono, oltre a qualche nobile, coloro che decisero di intraprendere il proprio viaggio via mare, anziché addentrarsi nelle zone interne dell'Anatolia. Verso la fine del 1103, con l'aiuto bizantino, fu completata la costruzione del castello di Monte Pellegrino che servì a stringere d'assedio Tripoli, rifornita però dal mare grazie alla flotta fatimide. Raimondo morì di lì a poco (1105) in seguito a una ferita fortuitamente procuratasi l'anno prima ed il problema della sua successione si risolse con difficoltà solo più tardi, con l'assunzione del potere da parte del figlio naturale Bertrando.
I sopravvissuti alla crociata che fecero ritorno alle proprie case dell'Europa occidentale, vennero trattati come eroi. Roberto II di Fiandra venne soprannominato "Robertus Hierosolimitanus" grazie alle sue imprese. In pochi anni dalla sua morte la vita di Goffredo di Buglione divenne leggendaria. In alcuni casi, la situazione politica nei paesi di provenienza venne fortemente funestata dalle assenze dei nobili crociati. Ad esempio, mentre Roberto II di Normandia si trovava a combattere in Terra santa, il trono d'Inghilterra passò a Enrico I d'Inghilterra invece che a lui, e il conflitto che ne scaturì portò alla battaglia di Tinchebray del 1106.
Nel frattempo, la presenza degli stati crociati nel Vicino Oriente contribuì ad alleviare pressioni dei Selgiuchidi sull'Impero bizantino, portando ad un periodo di relativa pace e prosperità per tutto il XII secolo. L'effetto sulle dinastie musulmane orientali fu graduale ma importante. A seguito della morte di Malik Shah I nel 1092, l'instabilità politica e la divisione del Grande Impero Selgiuchide impedirono una difesa organizzata contro gli Stati cristiani. La cooperazione tra i musulmani rimase difficile per molti decenni, ma dall'Egitto alla Siria a Baghdad vi furono pressioni per tentare di scacciare i crociati. I tentativi culminarono nella riconquista di Gerusalemme, avvenuta nel 1187 grazie a Saladino, fondatore della dinastia degli Ayyubidi che riuscì a riunire i vari regni musulmani orientali.

### Fonti primarie
- (LA) Alberto di Aquisgrana, Historia Hierosolymitana.
- (LA) Anna Comnena, Alessiade.
- (LA) Guiberto di Nogent, Dei gesta per Francos.
- (LA) Fulcherio di Chartres, Historia Hierosolymitana, 1913.
- (LA) Anonimo, Gesta Francorum et aliorum Hierosolimitanorum.
- (LA) Peter Tudebode, Historia de Hierosolymitano itinere.
- (LA) Raimondo di Aguilers, Historia Francorum qui ceperunt Iherusalem.
- (AR) Ibn al-Qalanisi, Mudhayyal Taʾrīkh Dimashq (Continuazione della storia di Damasco).

### Fonti secondarie
- (FR) Marc Ferro, Histoire de France, Parigi, Odile Jacob, 2001, ISBN non esistente.
- Franco Cardini e Marina Montesano, Storia medievale, Firenze, Le Monnier Università, 2006. ISBN 8800204740
- Steven Runciman, Storia delle crociate, Milano, Bur, 2006 ISBN 88-17-11767-6
- Steven Runciman, I Crociati alla conquista della Città Santa, Casale Monferrato, Piemme, 1996 ISBN 88-384-2553-1
- U. Lorenzetti, C. Belli Montanari, L'Ordine Equestre del Santo Sepolcro di Gerusalemme. Tradizione e rinnovamento all'alba del Terzo Millennio, Fano (PU), 2011.
- (EN) Thomas Asbridge, The First Crusade: A New History, Oxford, 2004, ISBN 0-19-517823-8.
- (EN) Marshall W. Baldwin, A History of the Crusades: The First Hundred Years, Madison, Wisconsin, University of Wisconsin Press, 1969, ISBN 978-0-299-04834-1.
- (EN) Robert Bartlett, The Making of Europe: Conquest, Colonization and Cultural Change 950–1350, Princeton, 1994, ISBN 0-691-03780-9.
- (EN) Robert Chazan, In the Year 1096: The First Crusade and the Jews, Jewish Publication Society, 1997, ISBN 0-8276-0575-7.
- (EN) Peter Frankopan, The First Crusade: The Call from the East, Harvard University Press, 2012, ISBN 978-0-674-05994-8.
- (EN) Moshe Gil, A History of Palestine, 634–1099, Cambridge University Press, 1997, ISBN 0-521-59984-9.
- (EN) Bernard Hamilton, John France e William G. Zajac, The Crusades and their Sources: Essays Presented to Bernard Hamilton, Ashgate, 1998, ISBN 0-86078-624-2.
- (EN) Carole Hillenbrand, The Crusades: Islamic Perspectives, Routledge, 2000, ISBN 0-415-92914-8.
- (EN) Geoffrey Hindley, A Brief History of the Crusades: Islam and Christianity in the Struggle for World Supremacy, London, Constable & Robinson, 2004,  pp. 300, ISBN 978-1-84119-766-1.
- (EN) Peter M. Holt, The Age of the Crusades: The Near East from the Eleventh Century to 1517, Longman, 1989, ISBN 0-582-49302-1.
- (EN) Edward Hotaling, Islam Without Illusions: Its Past, Its Present, and Its Challenge for the Future, Syracuse University Press, 2003, ISBN 978-0-8156-0766-3.
- (EN) Norman Housley, Contesting the Crusades, Malden, MA, Blackwell Publishing, 2006, ISBN 1-4051-1189-5.
- (EN) Angus Konstam, Historical Atlas of the Crusades, Mercury Books, 2004, ISBN 1-904668-00-3.
- (EN) Peter Lock, Routledge Companion to the Crusades, New York, Routledge, 2006, ISBN 0-415-39312-4.
- (EN) Thomas Madden, New Concise History of the Crusades, Rowman & Littlefield, 2005, ISBN 0-7425-3822-2.
- (EN) Paul Magdalino, The Byzantine Background to the First Crusade, Canadian Institute of Balkan Studies, 1996 (archiviato dall'url originale il 13 agosto 2007).
- (EN) Hans Eberhard Mayer, The Crusades, John Gillingham, Oxford, 1988, ISBN 0-19-873097-7.
- Giosuè Musca, Il Vangelo e la Torah. Cristiani ed ebrei nella prima Crociata, Bari, Edizioni Dedalo, 1999, ISBN 978-88-220-6213-0.
- (EN) Francois Neveux, The Normans, Howard Curtis, Robinson, 2008, ISBN 978-1-84529-523-3.
- (EN) David Nicolle, The First Crusade, 1096–99: Conquest of the Holy Land, Osprey Publishing, 2003, ISBN 1-84176-515-5.
- (EN) Jonathan Riley-Smith, The First Crusade and the Idea of Crusading, University of Pennsylvania, 1991, ISBN 0-8122-1363-7.
- (EN) Riley-Smith, Jonathan (a cura di), The Oxford History of the Crusades, Oxford University Press, 2002, ISBN 0-19-280312-3.
- (EN) Jonathan Riley-Smith, The Crusades: A History, 2nd, Yale University Press, 2005, ISBN 0-8264-7270-2.
- (EN) Jonathan Riley-Smith, The First Crusaders, 1095–1131, Cambridge, 1998, ISBN 0-521-64603-0.
- (EN) Steven Runciman, A History of the Crusades: Volume 1, The First Crusade and the Foundation of the Kingdom of Jerusalem, Cambridge, 1987, ISBN 978-0-521-34770-9.
- (EN) Steven Runciman, The First Crusade, Cambridge, 1980, ISBN 0-521-23255-4.
- (EN) Kenneth Setton, A History of the Crusades, Madison, 1969–1989. URL consultato il 12 settembre 2017 (archiviato dall'url originale il 1º aprile 2003).
- (EN) Warren Treadgold, A History of the Byzantine State and Society, Stanford University Press, 1997, ISBN 0-8047-2630-2.
- (EN) Christopher Tyerman, God's War: A New History of the Crusades, Cambridge, Belknap Press of Harvard University Press, 2006, ISBN 0-674-02387-0.
- (EN) Speros Vryonis, Decline of Medieval Hellenism in Asia Minor and the Process of Islamization in the Eleventh through Fifteenth Centuries, University of California Press, 1971, ISBN 0-520-01597-5.